# Deutsche Lebens-Rettungs-Gesellschaft

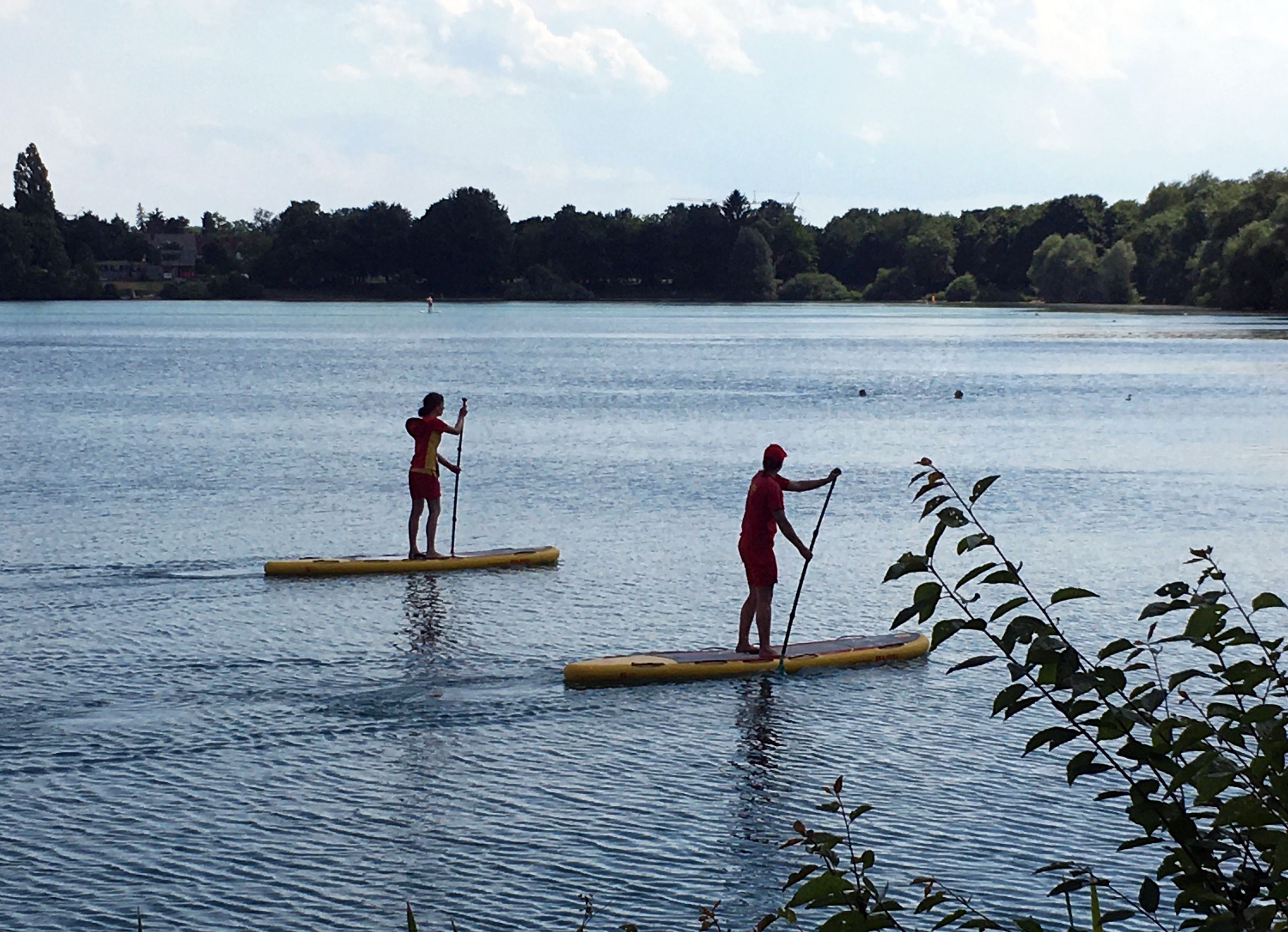
Zwei Rettungsschwimmer der DLRG München-Mitte patrouillieren im Sommer 2022 per Stand-Up-Paddling am Fasaneriesee in München

Die Deutsche Lebens-Rettungs-Gesellschaft e. V. (DLRG) ist ein gemeinnütziger Verein. Er ist organisatorisch gegliedert als gemeinnützige und selbstständige Wasserrettungs- und Nothilfeorganisation. Sie arbeitet grundsätzlich ehrenamtlich mit freiwilligen Helfern. Mit knapp 630.000 Mitgliedern in rund 2.000 örtlichen Gliederungen ist sie die größte freiwillige Wasserrettungsorganisation der Welt. Sie ist im Vereinsregister Berlin-Charlottenburg eingetragen; Sitz der Bundesgeschäftsstelle ist jedoch das niedersächsische Bad Nenndorf.
Gegründet wurde sie am 19. Oktober 1913 in Leipzig als Konsequenz aus einem schweren Unglück in Binz auf Rügen, bei dem ein Steg einstürzte und 16 Menschen ertranken, darunter zwei Kinder. Seit damals ist es das Hauptziel der DLRG, Menschen vor dem Ertrinkungstod zu bewahren, indem sie möglichst vielen Menschen frühzeitig das Schwimmen beibringt und über das sichere Verhalten im und am Wasser aufklärt. Sie ist auch als Beraterin für deutsche Bundesbehörden bezüglich der Rettungsfähigkeit und Verbesserung der Schwimmfähigkeit tätig.
Rettungsschwimmer der DLRG bewachen jedes Jahr die Küsten von Nord- und Ostsee, Badeeinrichtungen in den Binnengewässern und Flüssen, Schwimmbäder und Veranstaltungen am, auf und im Wasser. Die DLRG ist darüber hinaus im Katastrophenschutz der deutschen Bundesländer und je nach Ländergesetzgebung im Rettungsdienst tätig.
Der auf das Wasser spähende Adler ist das Logo der DLRG und als Markenzeichen ebenso wie die Wortmarke „DLRG“ nach dem Markenrecht im geschäftlichen Gebrauch geschützt.
Schirmherr der DLRG ist der deutsche Bundespräsident.

Flagge der DLRG

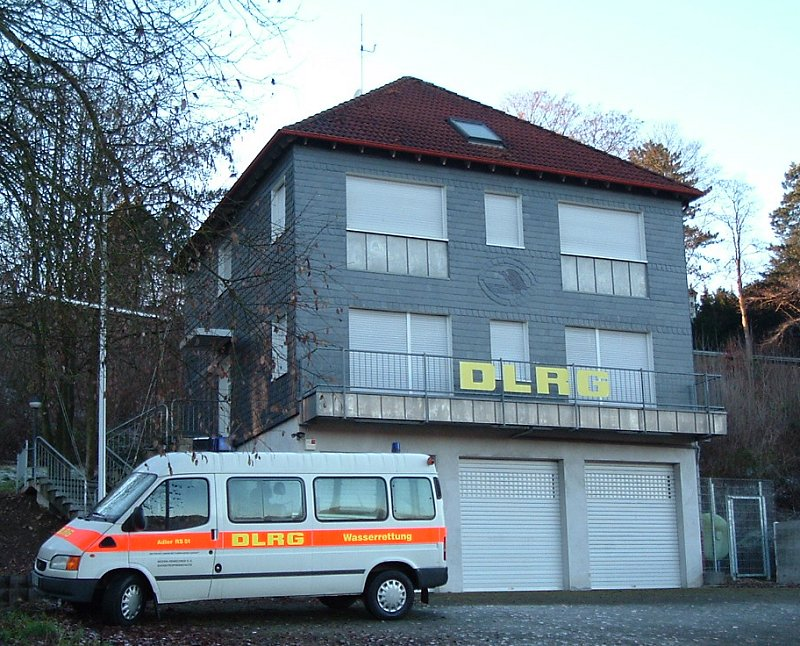
DLRG-Haus und Fahrzeug in Remscheid, Kräwinklerbrücke (an der Wuppertalsperre)

## Ziel und Aufgaben

### Hauptaufgaben
Die DLRG unterteilt ihre Ziele und Aufgaben in Hauptaufgaben und zusätzliche Aufgaben. Als ihre Hauptaufgabe sieht sie die Bekämpfung des Ertrinkungstodes. Dies will sie durch frühzeitige und fortgesetzte Information über Gefahren und sicherheitsbewusstes Verhalten im und am Wasser erreichen. Des Weiteren bildet sie Personen in der Selbstrettung, im Schwimmen und im Rettungsschwimmen aus, um einen sicheren Aufenthalt im Wasser zu gewährleisten. Eine weitere Kernaufgabe im Rahmen der Bekämpfung des Ertrinkungstodes ist die Organisation und Durchführung eines flächendeckenden Wasserrettungsdienstes im Rahmen der allgemeinen Gefahrenabwehr von Bund, Ländern und Gemeinden. Für diesen Zweck bildet die DLRG Rettungsschwimmer aus, die dann für die DLRG im Einsatz sind. Teil der Lehrtätigkeit ist darüber hinaus die Schulung und Weiterbildung von Ausbildern. Auch die Jugendarbeit und Nachwuchsförderung wird als bedeutende Aufgabe angesehen.

### Zusätzliche Aufgaben
Eine zusätzliche Aufgabe der DLRG ist die Ausbildung von Personen im Bereich der Ersten Hilfe und im Sanitätswesen. Hierzu zählt auch die Durchführung rettungssportlicher Übungen und Wettkämpfe sowie die Aus- und Fortbildung ehrenamtlicher Mitarbeiter, insbesondere in den Bereichen Führung, Organisation und Verwaltung. Die DLRG sieht sich auch dazu verpflichtet, die Entwicklung und Prüfung von Rettungsgeräten und Rettungseinrichtungen sowie wissenschaftliche Forschung auf dem Gebiet der Wasserrettung zu betreiben, und mit in- und ausländischen Organisationen sowie Institutionen und Bundesbehörden und -organisationen zusammenzuarbeiten.

## Geschichte

### Von der Gründung bis zum Zweiten Weltkrieg

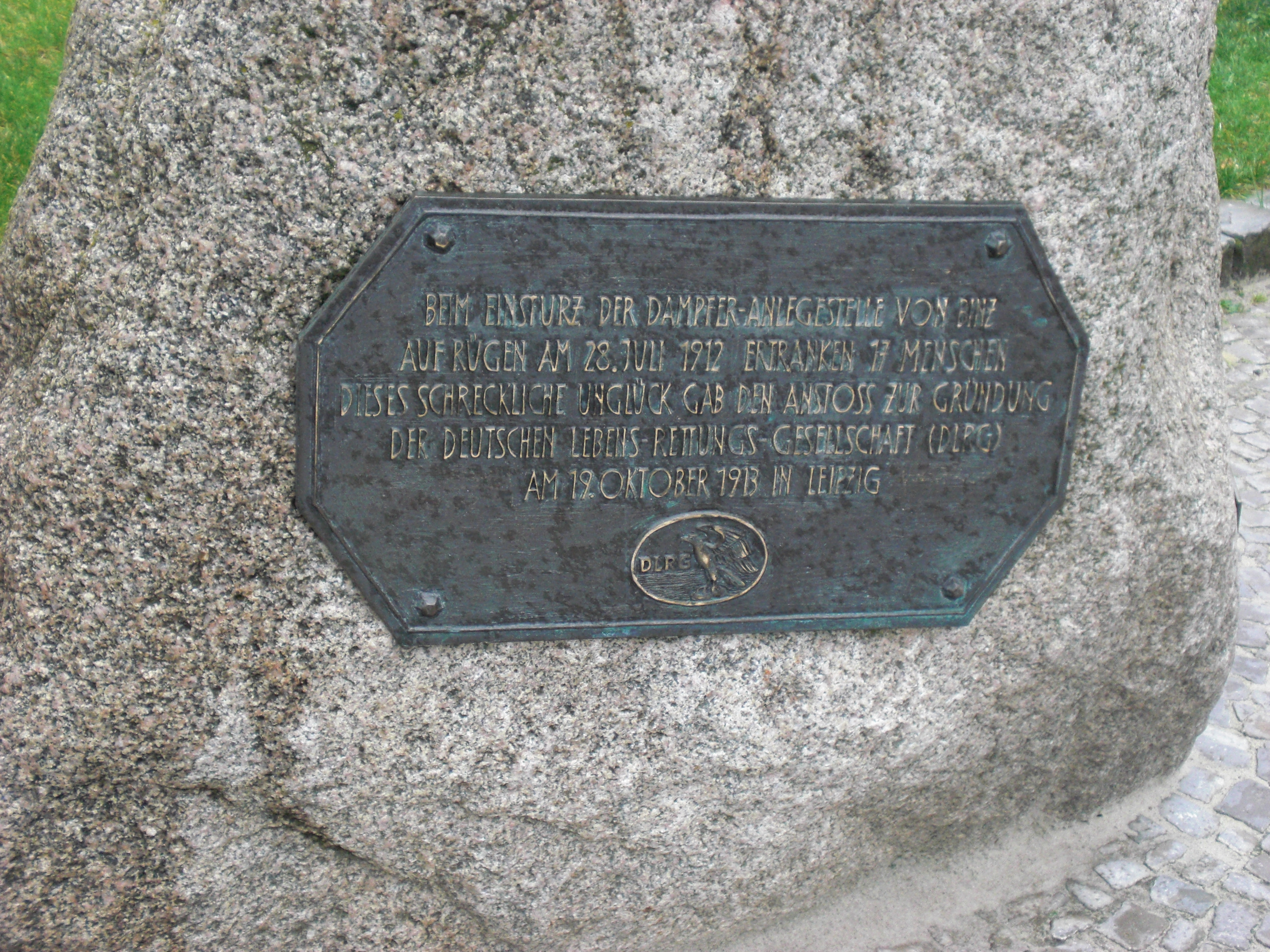
Gedenkplakette zur Erinnerung an das Unglück in Binz

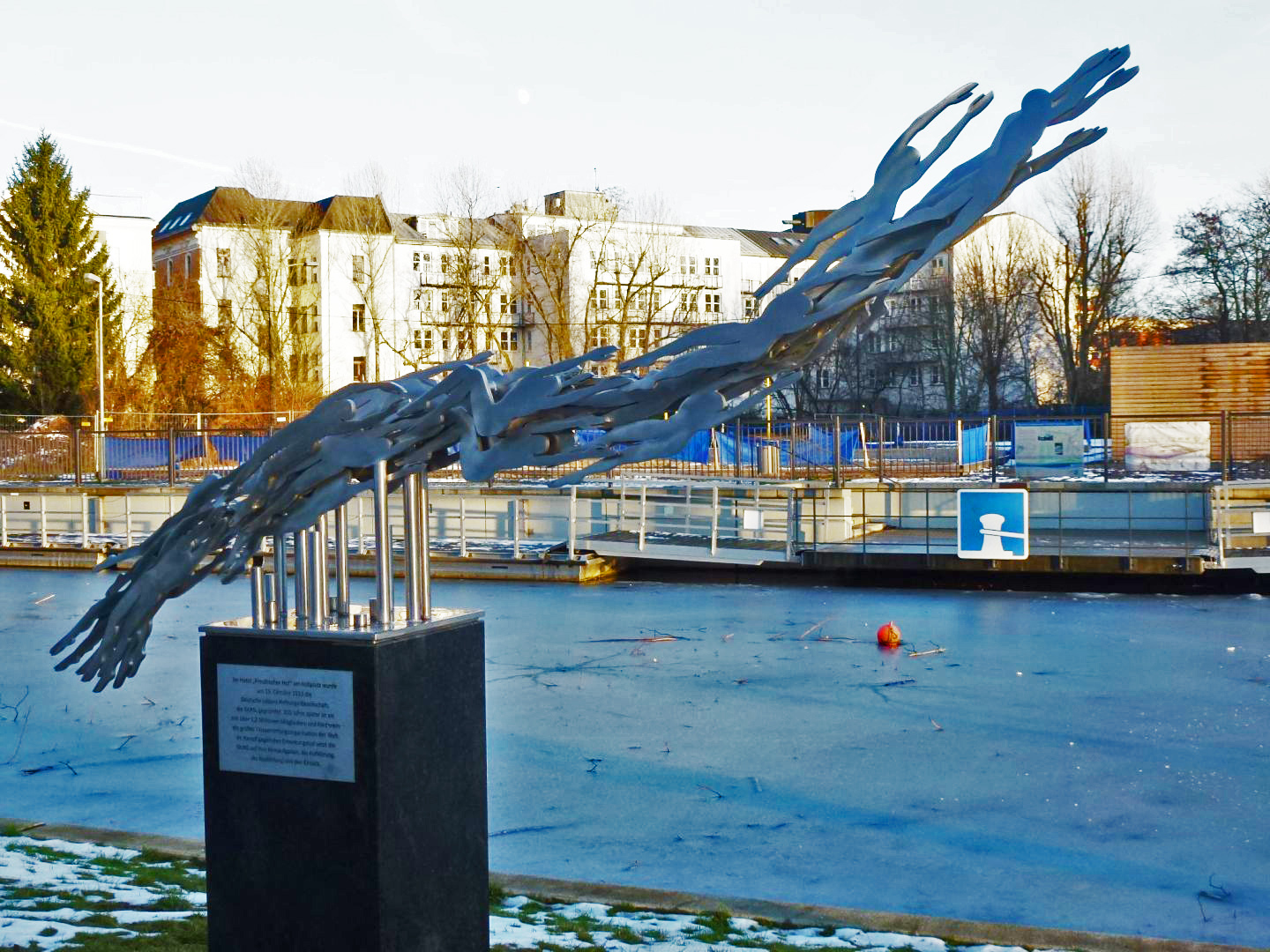
Denkmal Die Woge – 100 Jahre DLRG von Rainer Henze am Leipziger Stadthafen

Gegründet wurde der Verein am 19. Oktober 1913 im Saal des Hôtel de Prusse in Leipzig. Anlass war ein Unglück am 28. Juli 1912 in Binz auf Rügen: Als sich auf der 560 Meter langen Seebrücke über 1000 Badegäste und Ausflügler drängten und die Ankunft des Bäderdampfers Kronprinz Wilhelm erwarteten, brach die Anlegestelle am Brückenkopf unter den Menschenmassen trichterförmig in sich zusammen. Über 100 Menschen stürzten in die Ostsee.
Für 16 Menschen, darunter zwei Kinder, kam jede Hilfe zu spät. Der Soldat Richard Römer, der bei dem Unglück unter Einsatz seines Lebens zwölf Menschen gerettet haben soll, wird als „Vater der DLRG“ bezeichnet. „Allgemein wurde es als beschämend empfunden, dass von den unzähligen Menschen auf der Brücke und auf dem Bäderschiff kaum jemand bereit oder fähig war, zu retten oder Erste Hilfe zu leisten und Wiederbelebungsversuche zu machen“ so Edith Mayer-Springer, Hamburg 1913. Zur damaligen Zeit verloren pro Jahr etwa 5000 Menschen ihr Leben im Wasser, und nur zwei bis drei Prozent der Bevölkerung konnten schwimmen.
Erster Vorsitzender der DLRG wurde Alfred Fiedler. Aus den Anfangsjahren der DLRG sind keine Aufzeichnungen erhalten geblieben. Belegt ist nur, dass im Jahr 1913 bereits die ersten Rettungsschwimmer ausgebildet wurden und dass die erste Geschäftsstelle der DLRG ihren Sitz in Dresden hatte. Die ersten Ausbildungen, welche die DLRG anbot, wurden nacheinander mit dem Grundschein, Leistungsschein und Lehrschein abgeschlossen. Durch den Ersten Weltkrieg und die schwere Nachkriegszeit wurde die weitere Entwicklung der Organisation stark behindert.
Nachdem in den Jahren 1923 bis 1925 die Arbeit der DLRG fast vollständig zum Erliegen gekommen war, organisierte sie sich im Jahr 1925 neu. Dazu wurde unter anderem die Hauptgeschäftsstelle von Dresden nach Berlin verlegt. Zwei Jahre zuvor erschien auch zum ersten Mal das offizielle Verbandsorgan „Der Lebensretter“, weitere Ausgaben scheiterten zunächst jedoch aus finanziellen Gründen (Heute existiert diese Zeitschrift unter dem Namen „Lebensretter – Wir in der DLRG“ weiter). Im Jahr 1933 erfolgte die Eingliederung der DLRG in das Fachamt V (Schwimmen) des Deutschen Reichsbundes für Leibesübungen und die damit verbundene Unterordnung unter den Reichssportführer. Zwischen 1925 und 1935 hatten insgesamt 258.761 Personen eine DLRG-Prüfung abgelegt. Im Jahr 1938 wurde die DLRG im Sinne der nationalsozialistischen Ideologie in Deutsche Lebens-Rettungs-Gemeinschaft (D. L. R. G.) umbenannt. Während dieser Zeit stieg die Zahl der angenommenen Prüfungen stark an. 1942 war die Zahl der Ertrinkungstoten auf ein Drittel gegenüber 1913 zurückgegangen, und die DLRG hatte fast eine Million Rettungsschwimmer ausgebildet.

### Vom Ende des Zweiten Weltkrieges bis zum Mauerfall
Nach dem Zweiten Weltkrieg wurde die Organisation, wie alle anderen, durch die alliierte Militärverwaltung verboten, bekam jedoch von den Besatzungsmächten in den drei westlichen Zonen bald die Erlaubnis, die Arbeit fortzuführen. In der Sowjetischen Besatzungszone und der daraus entstandenen Deutschen Demokratischen Republik (DDR) durfte die DLRG ihre Arbeit hingegen nicht weiterführen. Dort übernahm ein neu gebildeter Wasserrettungsdienst des Deutschen Roten Kreuzes, die heutige Wasserwacht, die Aufgaben der DLRG. Auf ihrer ersten Hauptversammlung (1947) nach dem Zweiten Weltkrieg benannte die D. L. R. G. sich wieder in Deutsche Lebens-Rettungs-Gesellschaft (DLRG) um. Drei Jahre später hatte die DLRG bereits wieder 28.000 Mitglieder und bestand aus 13 Landesverbänden.
Im selben Jahr wurde von der DLRG der Deutsche Jugendschwimmpass für Kinder und Jugendliche eingeführt. Im Jahr 1951 trat die DLRG der Fédération Internationale de Sauvetage aquatique (FIS) bei, der heutigen International Lifesaving Federation (ILS). Acht Jahre später richtete sie erstmals die internationalen Rettungswettkämpfe der FIS aus. Seit dem Jahr 1955 betreibt die DLRG auch Wasserrettungsdienst an den Küsten von Nord- und Ostsee, nachdem sie den Wasserrettungsdienst bis dahin auf die Binnengewässer beschränkt hatte. Im Mai 1957 wurde die bis dahin selbstständige Saarländische Lebens-Rettungs-Gesellschaft (SLRG) als 14. Landesverband in die DLRG aufgenommen. Die 1960er und 1970er Jahre waren sehr erfolgreiche Zeiten für die DLRG. Die Zahl der Mitglieder stieg auf über 474.000, da in diesen Jahren von öffentlicher Hand viele Frei- und Hallenbäder gebaut wurden.
Dadurch stieg auch die Zahl der abgenommenen Schwimmabzeichen-Prüfungen auf fast 1,5 Millionen. Im Jahr 1962 musste die DLRG sich bei der Sturmflutkatastrophe an der Nordseeküste bewähren. Kurz darauf gründete die DLRG eine eigene selbstständige Jugendorganisation, die DLRG-Jugend. Mitte der 1970er Jahre stellte die Bundesregierung die generelle Eignung der DLRG für eine Mitwirkung im allgemeinen Katastrophenschutz fest. Seitdem hat sie, vor allem in der jüngeren Geschichte, viele dementsprechende Einsätze geleistet. Im Jahr 1978 wurde die Prüfungsordnung der DLRG „Schwimmen-Retten-Tauchen“ von der ständigen Konferenz der Kultusminister anerkannt. Dadurch wurden die Schwimmabzeichen und Prüfungen für die ganze Bundesrepublik vereinheitlicht. 1983 wurde mit Karl Carstens zum ersten Mal der deutsche Bundespräsident Schirmherr der DLRG, diese Tradition besteht mit Frank-Walter Steinmeier bis heute.

### Vom Mauerfall bis heute
Nach dem Mauerfall und der Wiedervereinigung mit der DDR wurden auch in Ostdeutschland wieder neue Ortsgruppen gegründet. Gegen Ende des Jahres 1990 wurden die Landesverbände Brandenburg, Mecklenburg-Vorpommern und Sachsen gegründet, Ostberlin wurde dem bestehenden Landesverband Berlin angegliedert. Ein bedeutendes Ereignis war die Ausrichtung der Weltmeisterschaft im Rettungsschwimmen Rescue 1990 in Lübeck und Travemünde, bei der die Starter der DLRG sechs Weltmeisterschaftstitel gewannen. 1991 wurden als letzte die Landesverbände Thüringen und Sachsen-Anhalt gegründet. Die DLRG umfasste nun mit 19 Landesverbänden das ganze Gebiet der Bundesrepublik Deutschland. 1995 bezog die DLRG ihren heutigen Bundessitz im niedersächsischen Bad Nenndorf. Den ersten größeren Einsatz in der jüngeren Geschichte hatte die DLRG 1997 mit dem Oderhochwasser in Brandenburg zu bewältigen.

DLRG-Flagge vor dem neuen Corporate Design (bis 2001)

2001 erreichte die Zahl der Mitglieder mit fast 568.000 Mitgliedern einen neuen Höchststand. Die Bundestagung 2001 beschloss im Zusammenhang mit einem Neustrukturierungsprozess des Verbandes ein neues Corporate Design. Seitdem haben alle DLRG-Gliederungen und Ebenen in allen Bereichen ein einheitliches Aussehen (siehe Einsatzkleidung). Außerdem beschloss die Bundestagung das Ziel, die Ertrinkungszahlen bis 2020 zu halbieren. Mit dem Hochwasser im Jahr 2002 in Bayern sowie dem Elbhochwasser 2002 und vier Jahre darauf mit dem Elbhochwasser 2006 in Niedersachsen, Sachsen und Sachsen-Anhalt hatte die DLRG weitere große Einsätze zu bestehen. Auch bei der Tsunami-Katastrophe 2004 war die DLRG im Einsatz. Am 1. Januar 2007 fusionierten die Landesverbände Niedersachsen und Braunschweig, die DLRG besteht seitdem nur noch aus 18 Landesverbänden.
Vom 20. bis 29. Juli 2008 fand die Rescue erneut in Deutschland statt. Veranstaltet wurden sie in Berlin (Hallenbad-Disziplinen) und Warnemünde (Freigewässerdisziplinen). Seit ihrer Gründung sind die jährlichen Ertrinkungszahlen um 90 Prozent gesunken, die Zahl der Schwimmer in der Bevölkerung ist auf 80 Prozent gestiegen. Im Jahr 2013, dem 100-jährigen Jubiläum der DLRG, übernahm Hans-Hubert Hatje den Posten des Präsidenten. Nach Hatjes Tod im Februar 2017 wurde Achim Haag im Oktober 2017 zum Präsidenten gewählt. Seit Oktober 2021 ist Ute Vogt Präsidentin der DLRG.

### Informationen zur Geschichte
Das zum Kulturhistorischen Museum der Stadt Stralsund gehörende Marinemuseum auf dem Dänholm bietet in seiner Ausstellung auch Informationen zur Geschichte der DLRG.

## Ausbildungen
Zur Erfüllung ihrer Aufgaben bildet die DLRG Mitglieder und die Bevölkerung in den folgenden Bereichen aus:

### Wassergewöhnung und Schwimmenlernen
Die Aufklärungs- und Ausbildungsarbeit beginnt bei Babys und Kindern. Für diese bieten viele Ortsgruppen Wassergewöhnungskurse, Kleinkinderschwimmen und Schwimmkurse an. Da auch viele Erwachsene nicht schwimmen können, bieten einige Ortsgruppen Erwachsenenschwimmkurse an. Die erste Qualifikation, die abgelegt werden kann, ist das „Seepferdchen“ beziehungsweise für Personen über 18 Jahren das „Schwimmzeugnis für Erwachsene“. Da die DLRG Mitglied des Bundesverbandes zur Förderung der Schwimmausbildung ist, werden diese Schwimmabzeichen nach offiziellen Richtlinien abgenommen und sind deutschlandweit einheitlich. Von 1950 bis 2015 hat sie über 22 Millionen Schwimmprüfungen und weit über viereinhalb Millionen Rettungsschwimmprüfungen abgenommen.

### Schwimmen und Rettungsschwimmen

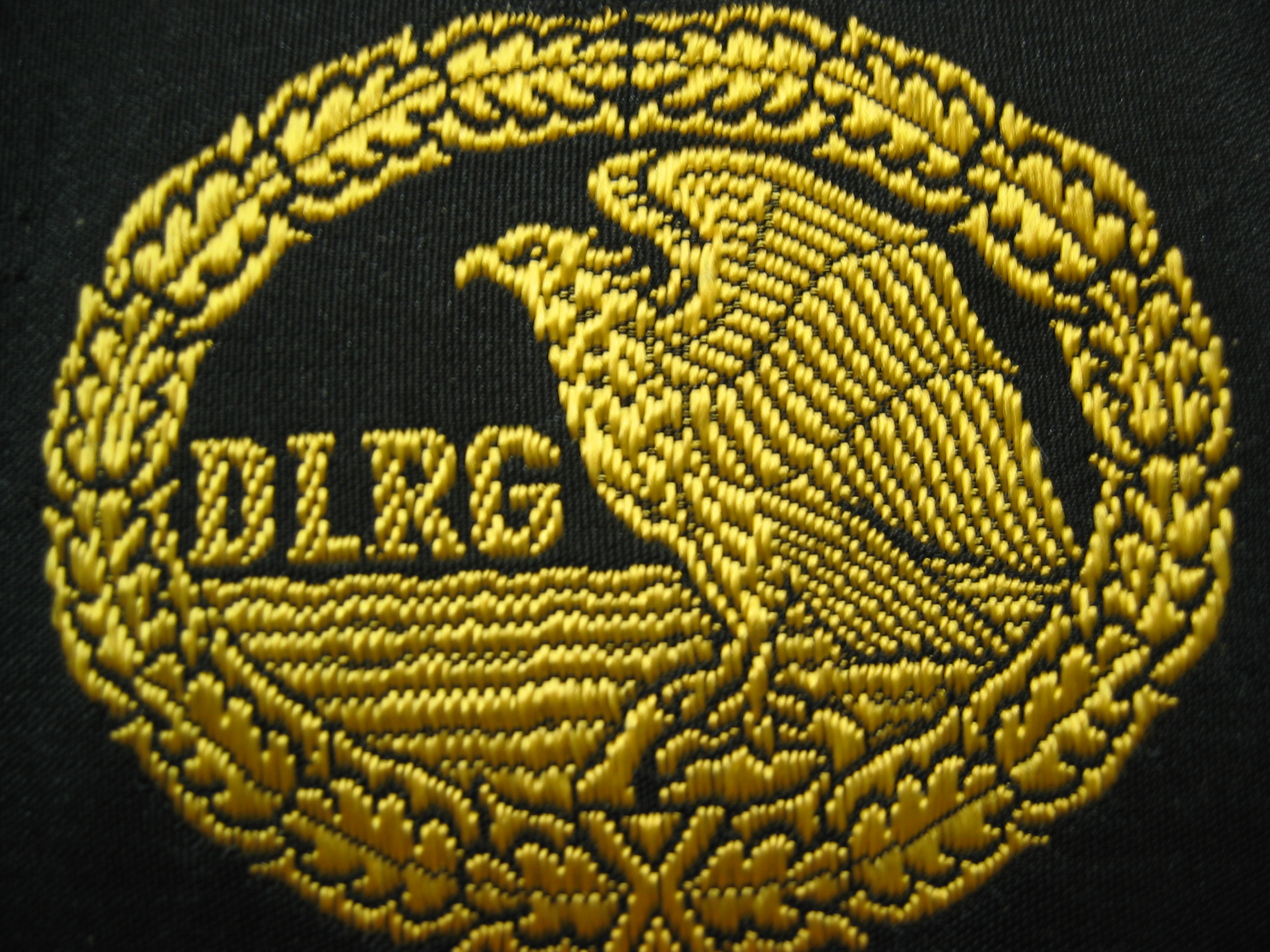
Rettungsschwimmabzeichen in Gold

Die meisten Kinder starten nach der Wassergewöhnung mit dem Frühschwimmerabzeichen „Seepferdchen“, das noch kein Nachweis für sicheres Schwimmen ist. Wer also nur das Seepferdchen erworben hat, muss weiterhin intensiv beim Schwimmen beaufsichtigt werden. Danach können Kinder, Jugendliche und Erwachsene die deutschen Schwimmabzeichen in Bronze, Silber und Gold erwerben. Bei den Schwimmabzeichen lernen sie verschiedene Schwimmarten, auch längere Strecken im Wasser zurückzulegen und sich sicher im Wasser zu bewegen. Außerdem erwerben sie Kenntnisse zum Verhalten bei Notfällen im und am Wasser. Erst diese Schwimmabzeichen sind der Nachweis dafür, dass man sicher schwimmen kann. 
| Jahr      | Schwimm- anfänger- prüfungen | Schwimm- prüfungen | Rettungs- schwimm- prüfungen | Ausbilder          | Ehrenamtl. Ausbildungs- stunden |
| --------- | ---------------------------- | ------------------ | ---------------------------- | ------------------ | ------------------------------- |
| 2000      | 31.774                       | 206.407            | 49.552                       | 20.472             | 2.000.000                       |
| 2001      | 33.870                       | 218.592            | 51.481                       | 23.348             | 2.089.097                       |
| 2002      | 30.461                       | 198.782            | 52.566                       | 22.205             | 1.955.882                       |
| 2003      | 64.348                       | 187.326            | 46.424                       | nicht vergleichbar | nicht vergleichbar              |
| 2004      | 56.450                       | 181.750            | 54.473                       | 25.656             | 1.316.585                       |
| 2005      | 55.538                       | 173.452            | 51.457                       | 22.684             | 1.391.469                       |
| 2006      | 57.954                       | 158.758            | 50.919                       | 27.173             | 1.450.513                       |
| 2007      | 59.586                       | 162.648            | 56.156                       | 33.403             | 1.529.559                       |
| 2008      | 57.902                       | 178.378            | 58.213                       | 26.931             | 1.720.608                       |
| 2009      | 54.901                       | 151.804            | 56.805                       | 26.572             | 1.608.402                       |
| 2010      | 12.297                       | 139.507            | 52.635                       | 23.451             | 1.366.971                       |
| 2011      |                              | 115.868            | 52.842                       | 24.868             | 1.443.950                       |
| 2012      | 41.438                       | 129.764            | 55.354                       |                    | 1.034.256                       |
| 2013      | 50.310                       |                    | 65.319                       |                    | 2.635.239                       |
| 2014      | 45.864                       | 126.005            | 64.991                       | 33.386             | 1.949.397                       |
| 2015      | 60.747                       | 139.107            | 67.255                       | 35.000             | 2.183.935                       |
| 2016      | 49.343                       | 136.344            | 82.915                       | 39.125             | 2.200.000                       |
| 2017      | 47.250                       | 135.173            | 79.813                       |                    |                                 |
| 2018      | 48.342                       | 94.852             | 81.802                       |                    |                                 |
| 2019      | 48.243                       | 92.912             | 86.723                       |                    |                                 |
| 2020      | 14.516                       | 23.488             | 32.983                       |                    |                                 |
| seit 1950 |                              | 22.120.432         | 4.677.332                    |                    |                                 |

Für angehende Rettungsschwimmer existiert der Junior-Retter. Dieser verlangt von den Absolventen erweiterte Kenntnisse in Selbstrettung, einfacher Fremdrettung und grundsätzliche Kenntnisse in Erster Hilfe. Die Junior-Retter-Ausbildung bereitet Kinder auf die Rettungsschwimmabzeichen vor. Ab dem zwölften Lebensjahr können Kinder und Jugendliche das Rettungsschwimmabzeichen erwerben. In diesen Kursen werden sie durch Vermittlung von Kenntnissen zur sicheren Hilfeleistung im und um das Wasser zu Rettungsschwimmern ausgebildet.
Neben diesen Ausbildungen bieten zahlreiche Ortsgruppen noch Aktivitäten im Wasser an, wie beispielsweise Wassergymnastikkurse, Aquajoggingkurse, einfaches sportliches Training und Seniorenschwimmen.

### Tauchen
Als Einstieg in das Tauchen wird das Deutsche Schnorcheltauchabzeichen (DSTA) für Kinder ab zwölf Jahren angeboten. Danach können Mitglieder die Ausbildung im Sporttauchen absolvieren und sich dann zum Einsatztaucher in den Stufen 1 und 2 weiter qualifizieren. Einsatztaucher werden zur Suche oder Rettung von Verunglückten gebraucht, wenn Rettungsschwimmer und Motorrettungsboote alleine nicht mehr ausreichen. Darüber hinaus wird eine Ausbildung zum Signalmann angeboten. Die weltweit einzige „nasse“ Tiefenrauschsimulationsanlage wird von der DLRG Berlin an der Scharfen Lanke im Berliner Stadtbezirk Spandau betrieben. Die DLRG Berlin kann mit ihrer Tauchturm-Anlage der Bundeslehr- und Forschungsstätte (BLFS) Tiefen bis zu 100 Meter Wassertiefe simulieren. Einsatz-, Berufs- und Sporttaucher können hier unter – im Vergleich zum Freigewässer – sicheren Bedingungen die Gefahren des Tiefenrauschs erfahren. Außerdem können hier Tauchunfälle behandelt werden.

### Wasserrettungsdienst und Katastrophenschutz

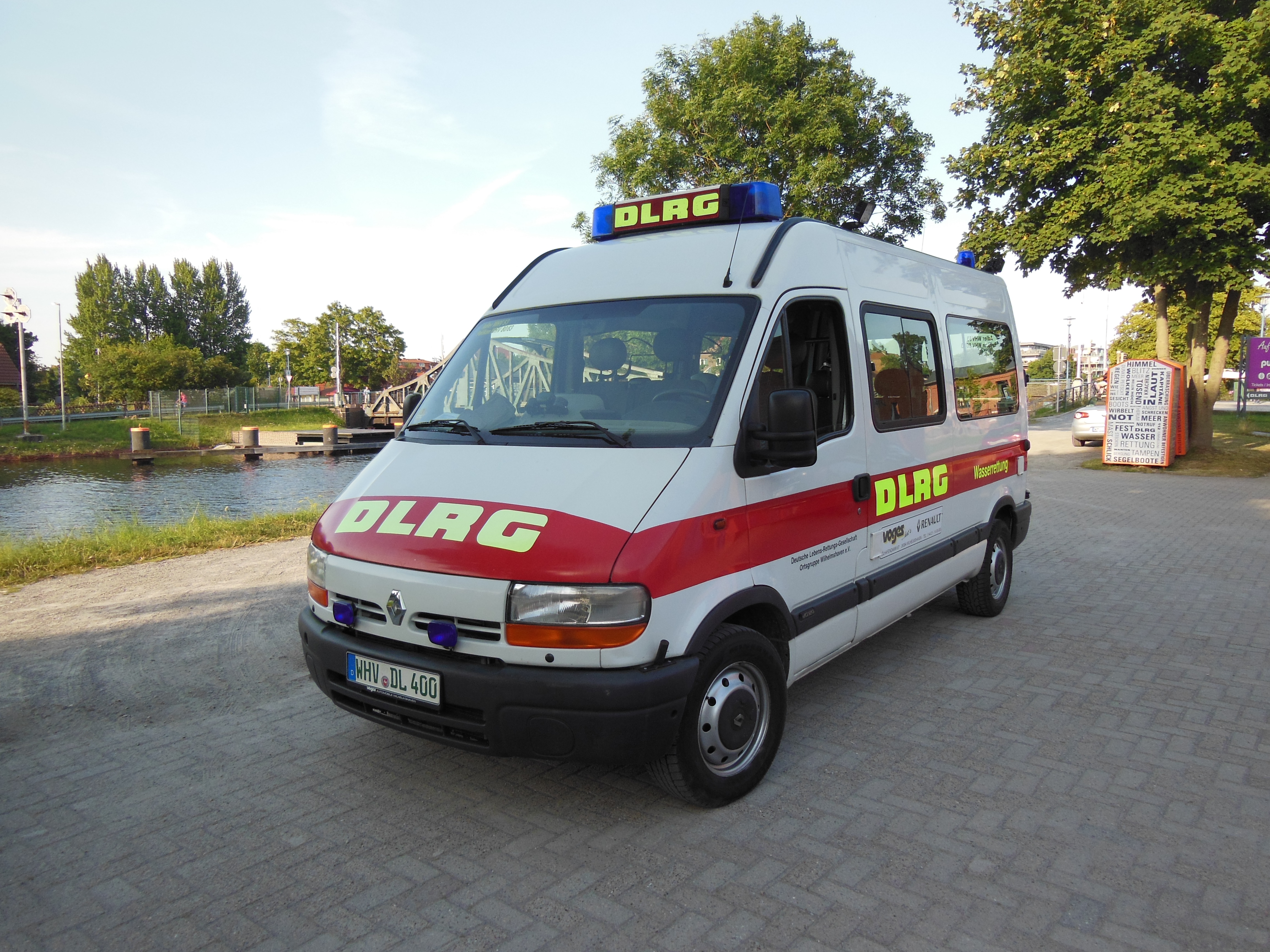
ELW1 des LEZ West der DLRG Niedersachsen

Die DLRG ist neben anderen Organisationen und Behörden in den Katastrophenschutz der Länder integriert und führt je nach Anforderungen den Wasserrettungsdienst bzw. den unterstützenden Sanitätsdienst durch. Neben den Schwimm- und Rettungsschwimmabzeichen können Mitglieder sich mit der Fachausbildung Wasserrettungsdienst zu Wasserrettern weiterqualifizieren. Volljährige Rettungsschwimmer haben auch die Möglichkeit, sich zum Wachführer ausbilden zu lassen. Ferner können sich Mitglieder zu Bootsführern für Binnen- und Küstengewässer ausbilden lassen und auch dort noch weitere Qualifikationen erwerben, wie zum Beispiel bei einem Lehrgang im Brandungsretten mit Schlauchbooten (IRB). Die DLRG bildet Mitglieder auch zu Katastrophenschutzhelfern aus, einschließlich der Ausbildung von Helfern zu Trupp-, Gruppen- und Zugführern. Überdies werden Sprechfunker und BOS-Funker ausgebildet.
Die DLRG bietet seit dem März 2006 Ausbildungen im Bereich Strömungsrettung an. Diese beinhalten eine dreistufige Ausbildung zum Strömungsretter sowie einen anschließenden Ausbildungsteil zur Luftrettung. Sinn dieser Ausbildung ist die Rettung von Menschen in stark strömenden Gewässern, in denen Rettungsschwimmer, Taucher und Boote nicht mehr eingesetzt werden können, vom Lande oder aus der Luft durchzuführen. Außerdem bildet die DLRG ihre Mitglieder in der Absturzsicherung, erweiterter Seiltechnik und Raftrettung aus.

### Sanitätswesen
Einen weiteren Bereich der Ausbildung umfasst das Sanitätswesen. Die DLRG bietet Kurse für die Bevölkerung im Bereich Erste Hilfe und Sanitätsausbildung an. Mitglieder können sich zu Sanitätshelfern (San A) und Sanitätern (San B) ausbilden lassen. Des Weiteren wird durch die RUND das mimenhafte darstellen von verschiedenen Gefahrensituationen geschult und dadurch eine realistische Schulung der Rettungskräfte unterstützt.

### Sonstiges
Die DLRG bietet insbesondere Lehrgänge und Ausbildungen zum Vereinsmanager, zum Schatzmeister und zum Thema Versicherungsschutz an. Kinder ab dem zwölften Lebensjahr können an der Ausbildung in realistischer Unfall- und Notfalldarstellung teilnehmen. Viele weitere Ausbildungen werden von der DLRG-Jugend angeboten. In allen Bereichen werden Multiplikatoren und Prüfer ausgebildet.
Seit dem Jahr 2010 baut die DLRG ihr eigenes inhouse Archiv auf. In der öffentlich einsehbaren Datenbank sind bis dato ca. 7000 Einheiten verzeichnet. Unter den Archivalien befinden sich neben klassischen aktenförmigen Einheiten ebenfalls Flyer, Handzettel, Karten, Pläne, Bau- und technische Zeichnungen, Fotos, Plakate, Testate, Entwürfe für Druckschriften und vieles mehr. Im Gegensatz zu den meisten Archiven verwahrt das Archiv der Deutschen Lebens-Rettungs-Gesellschaft aufgrund einer nicht vorhandenen Archivbibliothek auch Druckschriften.

## Einsatzbereiche

### Katastrophenschutz

Das taktische Zeichen der Wasserrettung

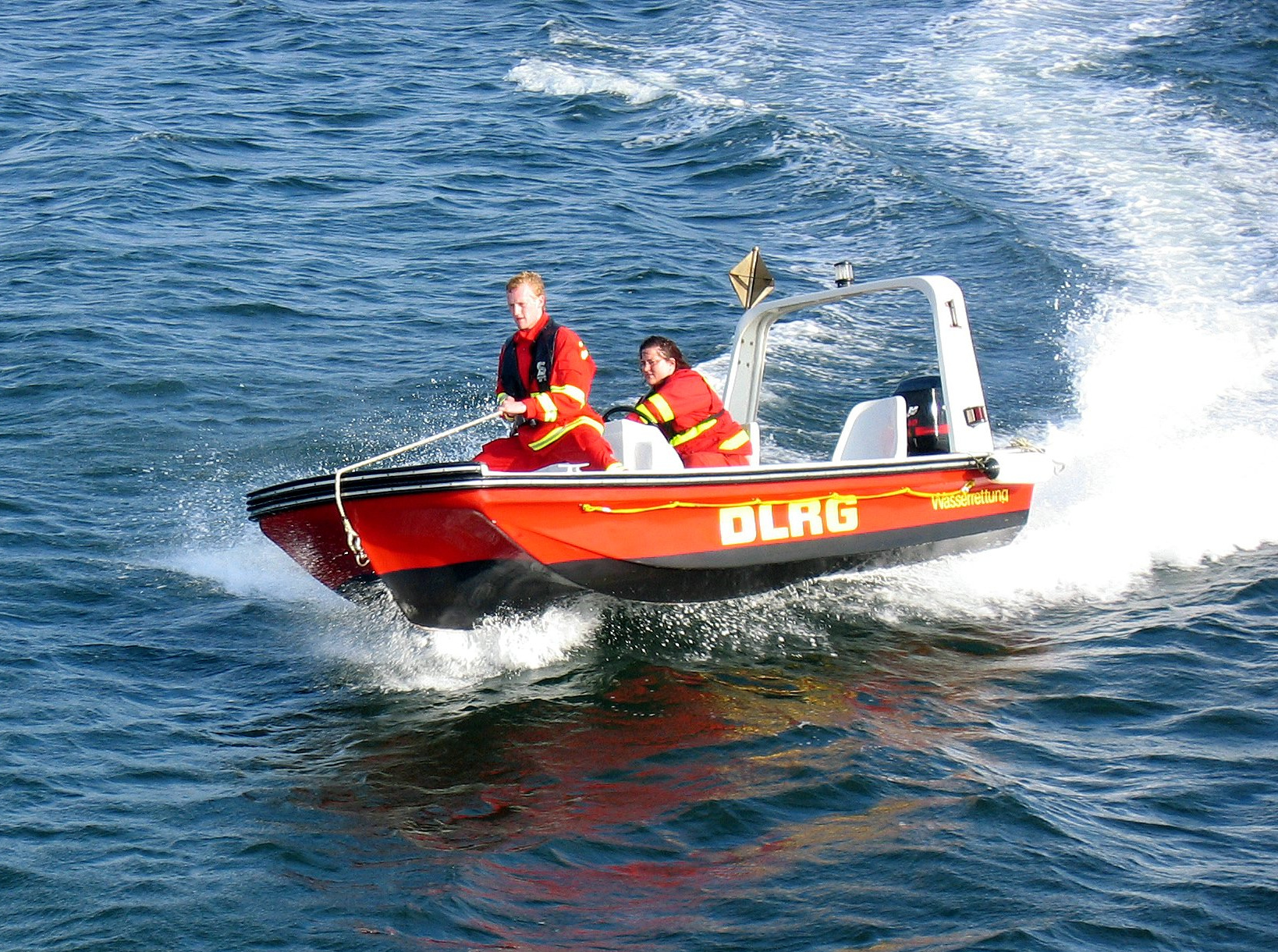
Motorrettungsboot der DLRG

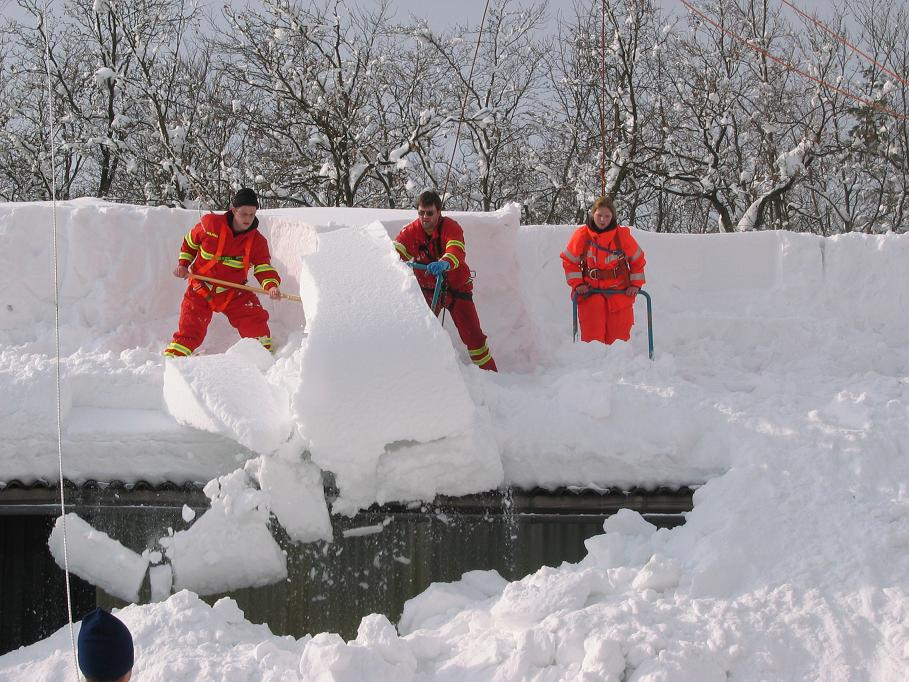
Räumung eines schneebedeckten Daches

Als Wasserrettungsorganisation beteiligt sich die DLRG aktiv am Katastrophenschutz der Länder und des Bundes. Die DLRG ist darüber hinaus durch die Bundesregierung als Zivilschutzorganisation im Sinne des Artikels 63 des vierten Genfer Abkommens anerkannt. Die einzelnen Landesverbände stellen für den Bereich des Katastrophenschutzes Wasserrettungszüge und länderspezifisch weitere Einheiten auf. Bundesweit gibt es über 100 Wasserrettungszüge. Ein Wasserrettungszug wird aus mindestens einer Führungsgruppe und zwei Wasserrettungsgruppen gebildet. Zusätzlich können ihm noch weitere Facheinheiten angegliedert sein, wie beispielsweise:
- Führungstrupp
- Bootstrupp
- Einsatztauchtrupp
- Strömungsrettertrupp
- Betreuung
- Sanitätsdienst
- Technik/Logistik
- Umweltgefahren

Die einzelnen Ortsgruppen halten das Material, wie Boote, Fahrzeuge und andere Hilfsmittel, für allgemeine Hilfe und den Katastrophenschutz vor. Sie sind für allgemeine Hilfe auf örtlicher Ebene und den Wasserrettungsdienst zuständig und stellen Wasserrettungsgruppen auf, die im Einsatzfall zu Zügen zusammengefasst werden können. Die Wasserrettungszüge können bei Großschadensereignissen auch überregional eingesetzt werden. Der Bezirk übernimmt die Führung des Einsatzes, wenn der Einsatzbereich über den Zuständigkeitsbereich einer Ortsgruppe hinausgeht, und ist der Ansprechpartner für die in seinem Bereich liegenden Kreisverwaltungen. Die Landesverbände setzen Führungseinheiten ein oder übernehmen die Führung, wenn das Einsatzgebiet über die räumliche Zuständigkeit eines DLRG-Bezirks hinausgeht.
Ein Wasserrettungszug rettet Menschen aus Wasser- und Eisgefahren und führt die sanitätsdienstliche Versorgung auf und am Wasser durch. Er birgt Tiere und Sachgüter aus Wasser- und Eisgefahr und führt Tauchaufgaben durch. Ein Wasserrettungszug transportiert Personen und Material auf dem Wasser, sichert Einsatzkräfte am und auf dem Wasser ab und nimmt bei Bedarf andere Aufgaben wahr. Zusätzlich unterstützt er andere Fachdienste.
Aber auch in anderen Bereichen kommen Katastrophenschutzeinheiten der DLRG zum Einsatz, beispielsweise zur Hilfeleistung bei Schneekatastrophen. Einige DLRG-Gliederungen sind auch in den Medizinischen Task Forces mit Betreuungs-, Sanitäts- und Dekontaminationskomponenten vertreten.

### Wasserrettungsdienst

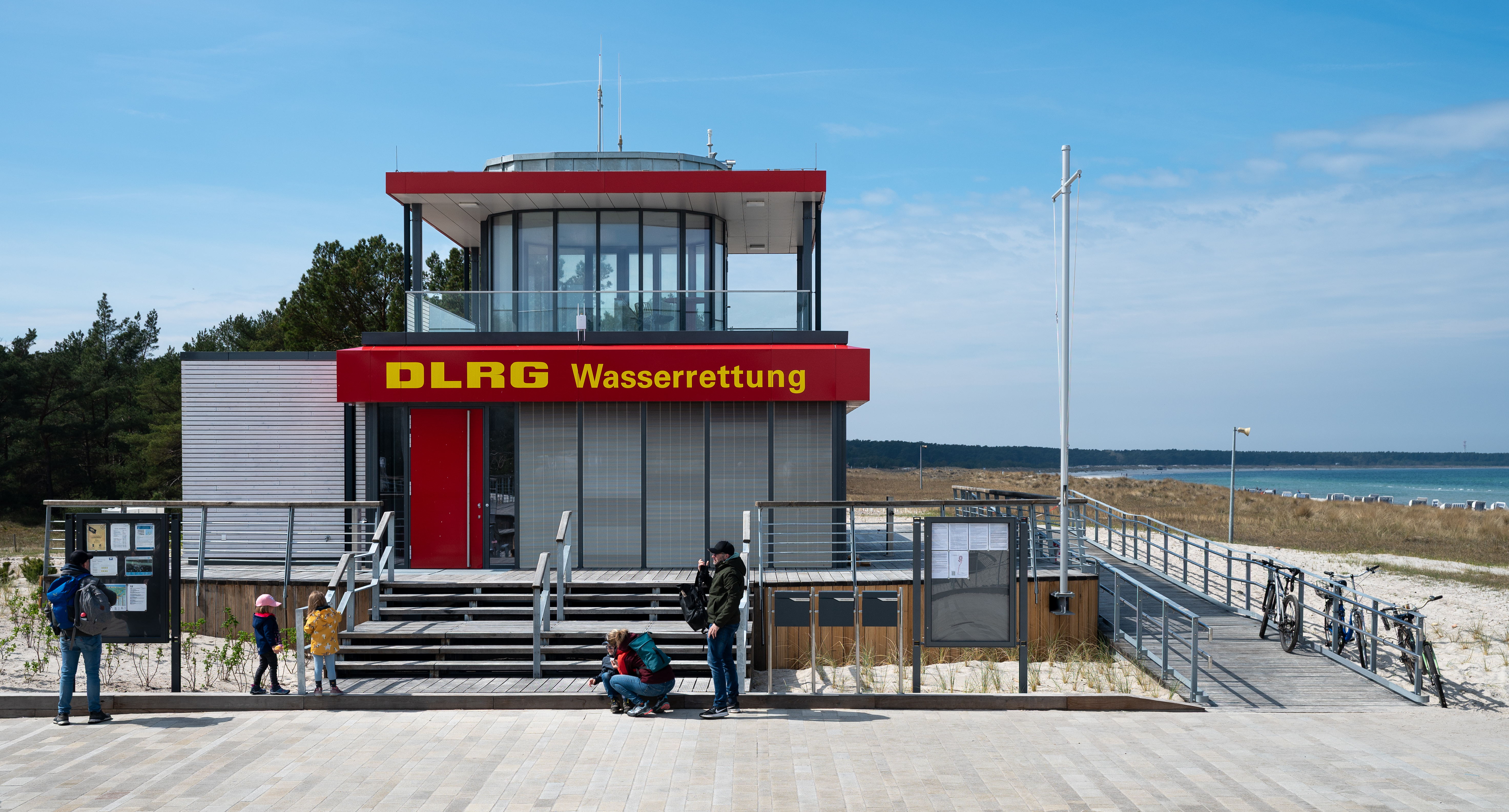
DLRG-Station am Strand von Prerow (Ostsee)

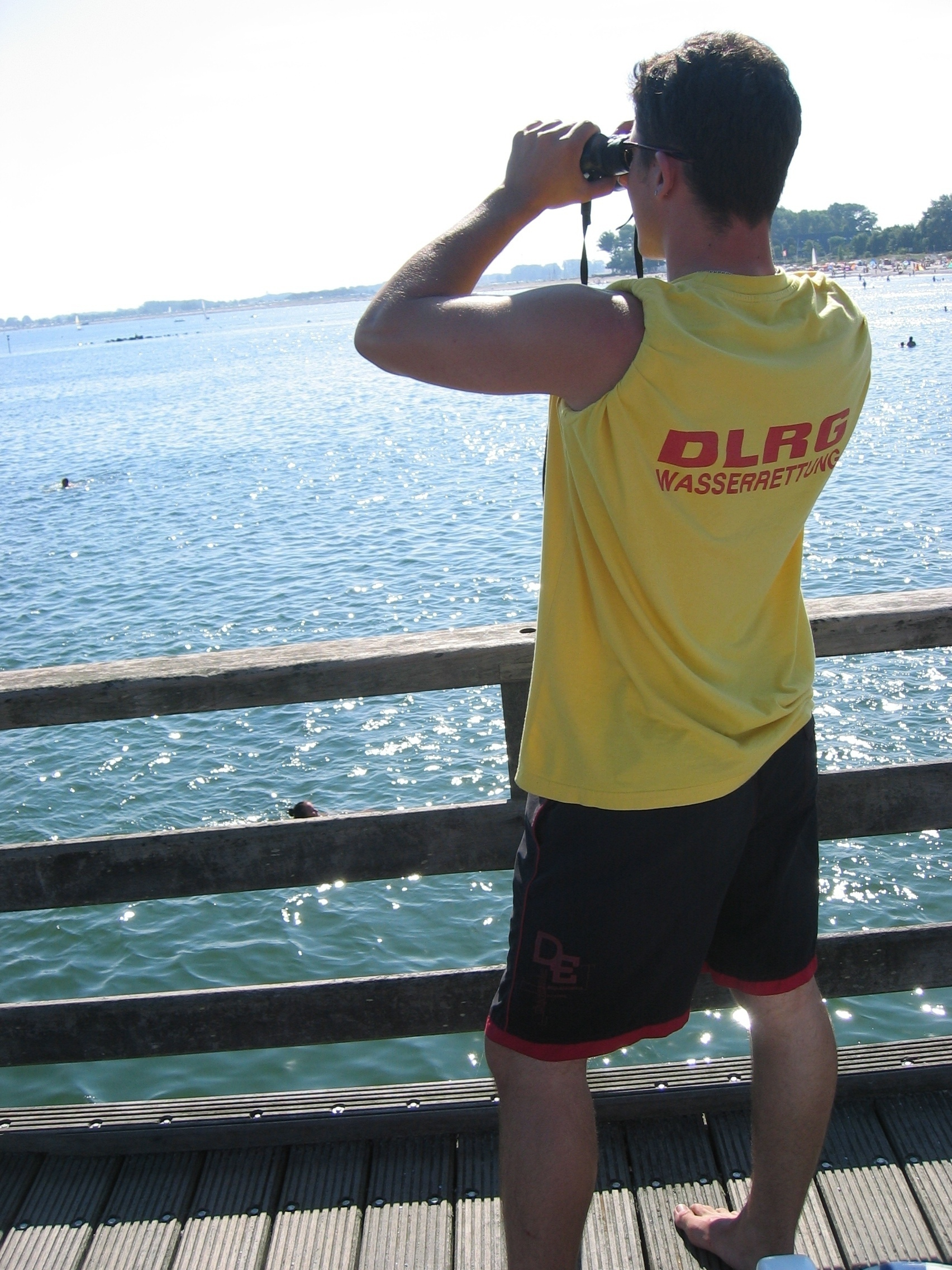
Rettungsschwimmer der DLRG

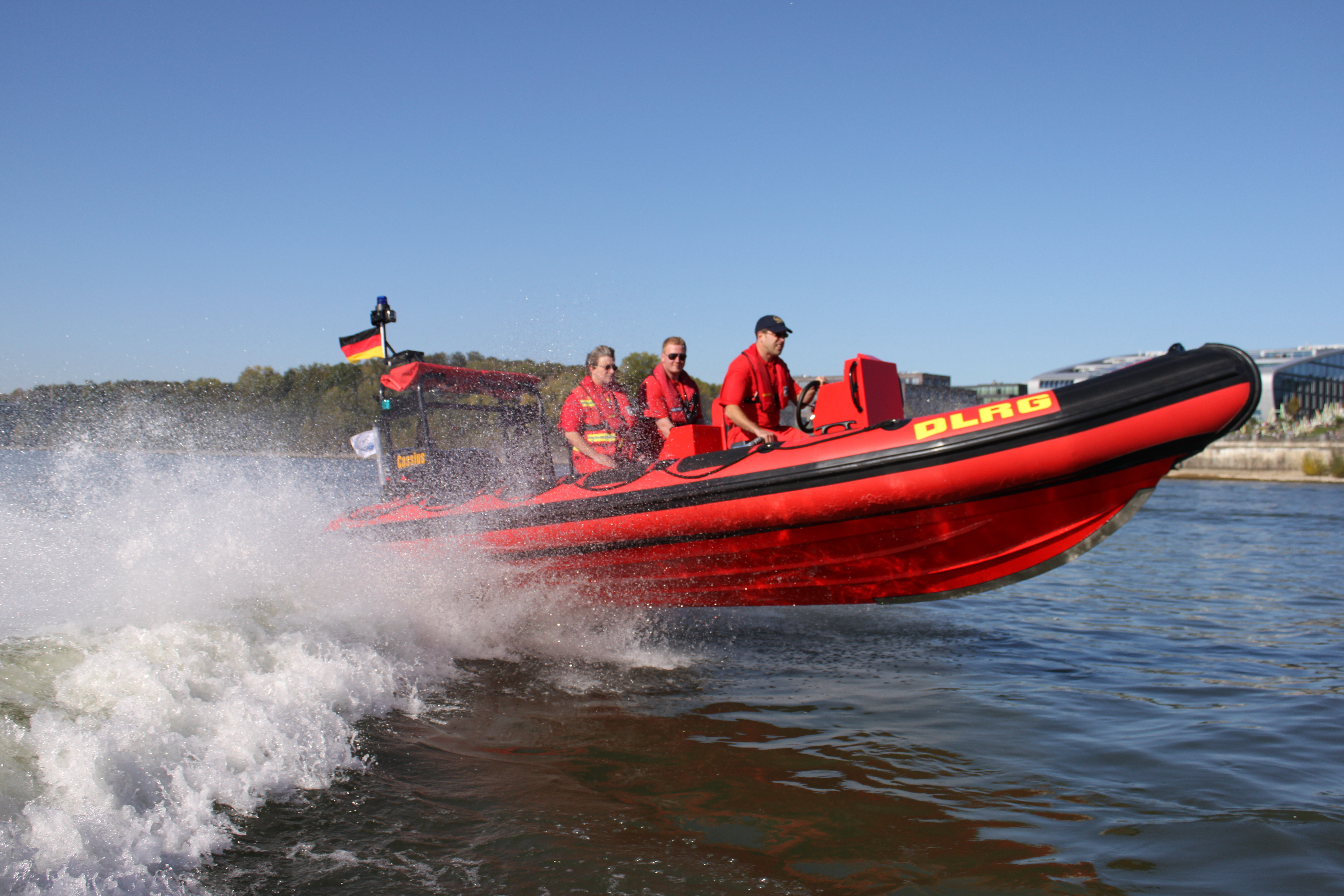
Motorrettungsboot Cassius der DLRG Bonn auf dem Rhein im Einsatz

Ein Ziel der DLRG ist die Unterstützung der Städte und Gemeinden bei der Durchführung und Einrichtung eines flächendeckenden Wasserrettungsdienstes. Um diesen zu gewährleisten, haben viele Ortsgruppen Wasserrettungsstationen aufgebaut und überwachen von dort im privaten oder öffentlichen Auftrag Schwimmbäder, Seen und Flüsse. An den Küsten von Nord- und Ostsee hat die DLRG während der Badesaison von Mai bis September den zentralen Wasserrettungsdienst Küste (ZWRD-K) eingerichtet. Für große Teile der Küsten-Wachstationen in den Landesverbänden Niedersachsen, Schleswig-Holstein und Mecklenburg-Vorpommern wird der Wasserrettungsdienst zentral von der Bundesgeschäftsstelle in Bad Nenndorf aus organisiert. Die dort eingerichteten Wasserrettungsstationen werden nur zu einem Teil von den ansässigen Ortsgruppen selbst betrieben. Rettungsschwimmer aus ganz Deutschland und anderen Ländern können sich bei der Bewerbungs- und Koordinierungsstelle der DLRG in Bad Nenndorf bewerben und werden von dort auf die einzelnen Stationen verteilt, wo sie eine bis sechs Wochen Wachdienst absolvieren. Die Bewerber müssen während dieser Zeit keine Mitglieder der DLRG sein, sind jedoch verpflichtet, standardmäßige DLRG Einsatzkleidung zu tragen. Jeder Inhaber eines Rettungsschwimmabzeichens in Silber, das nicht älter als zwei Jahre ist, kann sich bewerben. Die Rettungsschwimmer sind ehrenamtlich tätig und erhalten abhängig von der Station eine Aufwandsentschädigung, freie Verpflegung und Unterkunft.
| Jahr      | Lebens- rettungen | davon unter Lebensgefahr | Hilfeleistungen im Wasser | Erste Hilfe | Wachstunden | Einsatzkräfte |
| --------- | ----------------- | ------------------------ | ------------------------- | ----------- | ----------- | ------------- |
| 2000      | 345               | 19                       | 7.323                     | 35.494      | 1.977.532   | 48.707        |
| 2001      | 559               | 29                       | 9.120                     | 45.376      | 2.391.370   | 46.525        |
| 2002*     | 557               | 55                       | 13.281                    | 36.910      | 2.300.000   | 45.630        |
| 2003      | 549               | 145                      | 6.620                     | 47.502      | 2.250.000   | 61.600        |
| 2004      | 692               |                          | 8.381                     | 44.969      | 2.112.794   | 51.072        |
| 2005      | 855               | 36                       | 8.846                     | 46.354      | 2.152.877   | 48.806        |
| 2006      | 1079              | 28                       | 8.253                     | 44.346      | 2.171.667   | 61.682        |
| 2007      | 482               | 26                       | 7.815                     | 35.853      | 2.037.280   | 46.862        |
| 2008      | 519               | 46                       | 7.296                     | 45.668      | 2.177.807   | 43.809        |
| 2009      | 723               | 40                       | 8.321                     | 39.161      | 2.229.400   | 48.398        |
| 2010      | 535               | 33                       | 6.866                     | 31.231      | 2.180.371   | 40.588        |
| 2011      | 457               | 13                       | 7.373                     | 40.254      | 1.921.817   | 40.000        |
| 2012      | 411               | 29                       | 8.943                     | 39.930      | 1.893.779   | 40.000        |
| 2013      | 686               | 79                       | 8.505                     | 40.938      | 2.295.902   | 49.112        |
| 2014      | 773               | 109                      | 6.665                     | 33.306      | 2.088.017   | 46.803        |
| 2015      | 673               | 82                       | 6.961                     | 36.909      | 2.183.935   | 46.820        |
| 2016      | 1.071             | 39                       |                           |             |             |               |
| 2017      | 756               | 49                       |                           |             |             |               |
| seit 1950 | 67.728            | 9.216                    |                           | 2.220.453   |             |               |

* Die Angaben in der Tabelle entstammen den Geschäftsberichten der DLRG. 2002 wurde die Erfassung verändert, daher passen die Werte dort nicht ganz. Bei leeren Feldern gibt es keine Informationen.

#### Schnell-Einsatz-Gruppe (SEG)
In einigen Bundesländern haben Ortsgruppen Schnell-Einsatz-Gruppen gebildet, um mit ihnen die Aufgaben des mobilen Wasserrettungsdienstes und erweiterten Katastrophenschutzes wahrzunehmen. Diese SEGn findet man häufig an großen Flüssen (zum Beispiel an Rhein oder Elbe) oder Landkreisen mit großen Seen (zum Beispiel Chiemsee, Starnberger See). SEGn können verschiedene Aufgaben wahrnehmen:
- Retten von Personen aus Gefahren im und am Wasser
- Retten und Bergen von Personen, Fahrzeugen und Gegenständen durch Taucher
- Betreuung von Verletzten bei einem Massenanfall von Verletzten (MANV)
- Sanitätsdienst-Aufgaben bei MANV
- organisierte Erste-Hilfe (First Responder (FR) / Helfer vor Ort (HvO))

Den Schnell-Einsatz-Gruppen stehen je nach Anforderung oder örtlichen Verhältnissen verschiedene DLRG-Fahrzeuge zur Verfügung, zum Beispiel Gerätewagen Tauchen, Gerätewagen Wasserrettung oder Gerätewagen Technik Logistik.
Eine spezielle Sonderaufgabe einiger Schnell-Einsatz-Gruppen ist der sogenannte First Responder oder auch „Helfer vor Ort“ (HvO), der meist in ländlichen Regionen Tag und Nacht bereitsteht, um die Zeit bis zum Eintreffen des Notarztes zu überbrücken und sofortige notfallmedizinische Hilfe zu leisten.

#### Einsatzkleidung

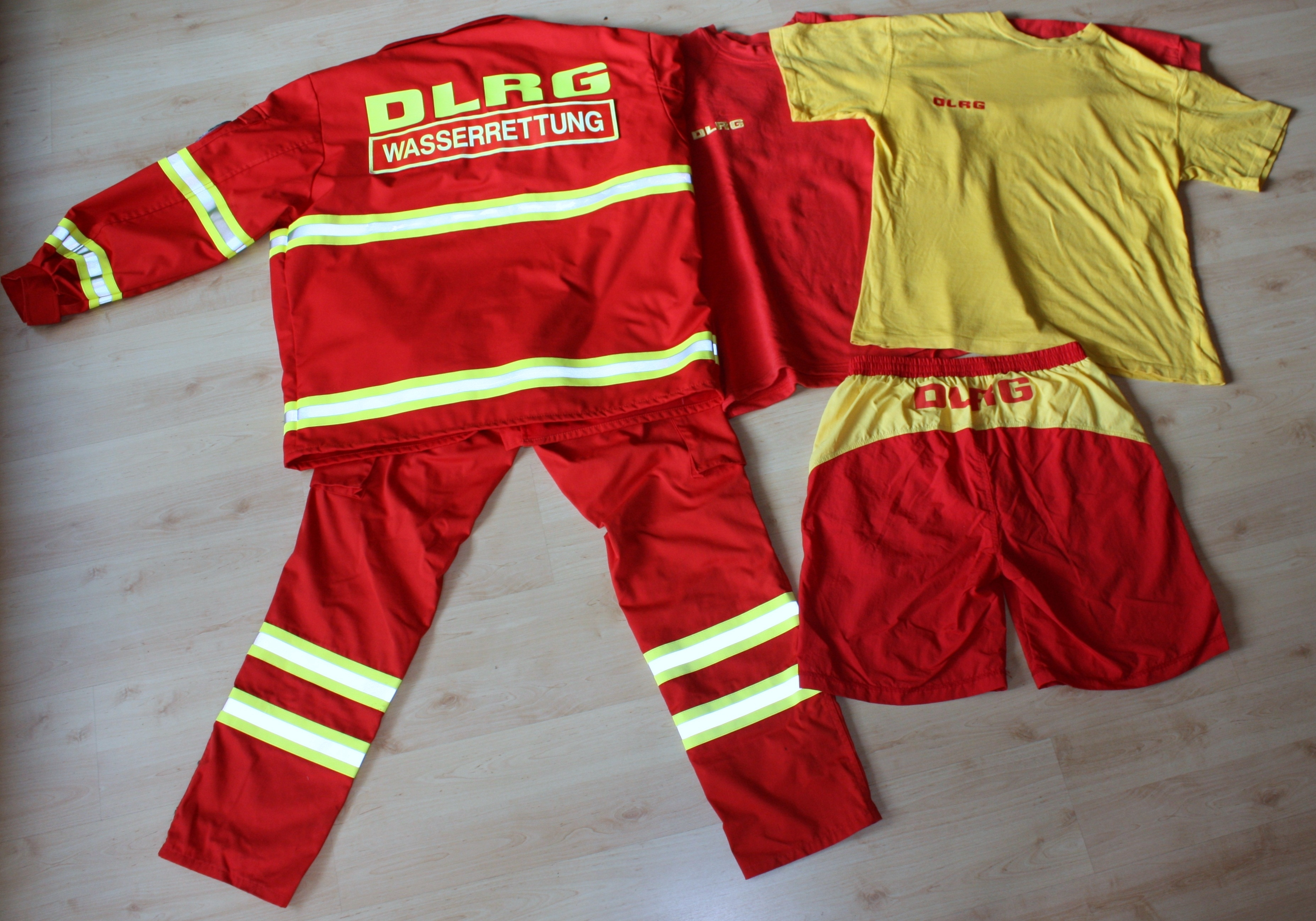
DLRG Einsatzkleidung im Corporate Design von 2006

Die Einsatzkleidung der DLRG ist in Anlehnung internationaler Rettungskräfte in den Farben rot und gelb gestaltet, den internationalen Farben der Rettungsschwimmer. Eine für alle Einsatzkräfte standardisierte Dienstbekleidung gibt es nicht. Jedoch gibt es allgemein geltende Vorschriften zum Tragen von persönlicher Schutzausrüstung die von den Kräften nach Aufgabengebiet umgesetzt wird. Rettungsschwimmer tragen entweder gelbe T-Shirts mit roter Aufschrift oder rote T-Shirts mit gelber Aufschrift. Die Beschriftung lautet auf dem Rücken „DLRG-Wasserrettung“, auf der Brust steht „DLRG“ auf der linken Seite. Diese Farbgebung mit einigen Ausnahmen und Beschriftung ist deutschlandweit und auf allen Kleidungsstücken einheitlich. Pullover und Jacken sowie Hosen, Shorts und die Badebekleidung sind in der Regel immer rot mit gelber Schrift und zum Teil mit Reflektorstreifen in der Farbe Gelb-Silber-Gelb ausgerüstet. Im Jahr 2025 wird Schritt für Schritt eine neue Einsatzbekleidung über die Materialstelle der DLRG für die Mitglieder bereitgestellt. Einsatzhose, Wetterjacke (leicht und schwer) sowie Wetterhose (leicht) und Wetterlatzhose (schwer) erhalten ein neues Design. In Kombination von Jacke und Hose erreicht die Einsatzkleidung zukünftig die Warnschutzklasse 2 (Einsätze auf Straßen mit geringer Verkehrsbelastung und Geschwindigkeiten bis 60 km/h).

### Auslandsarbeit
In gemeinsamer Zusammenarbeit mit dem Technischen Hilfswerk (THW) wird ein Auslandsmodul entwickelt. Das Ziel dieses Moduls sind „Bergungs- und Rettungseinsätze unter Einsatz von Booten bei Überschwemmungen“ (Flood Rescue using Boats (FRB)) und setzt so die Anforderungen der EU in Deutschland um. Zum Einsatz kommt das Modul in bis 1500 km Entfernung entlang der Außengrenzen der Bundesrepublik Deutschland. Im Einsatzfall werden etwa 40 Einsatzkräfte aus beiden Organisationen eingesetzt. Dabei kommen unterschiedliche Fahrzeuge und insgesamt elf Boote zum Einsatz. Ebenfalls wird eine Campausstattung für den autarken Einsatz des Moduls mitgeführt. Die Einsatzdauer des Moduls wird auf bis zu zehn Tage festgelegt.

### Rettungshunde
Immer mehr Gliederungen der DLRG besitzen auch Rettungshunde. Diese Rettungshunde werden zwischen zwei und drei Jahre nach den Richtlinien verschiedener Rettungshundeorganisationen ausgebildet. Um eingesetzt werden zu können, müssen die Hunde ihre Prüfung alle zwei Jahre wiederholen. Grundsätzlich gibt es für Rettungshunde vier Einsatzgebiete: Die Suche in der Fläche, in Trümmern, unter Lawinen und im Wasser, während Letzteres das Haupteinsatzgebiet der DLRG-Rettungshunde darstellt. Ihre Aufgabe ist sowohl das Aufspüren der Stelle, an welcher eine vermisste Person ins Wasser gelangt ist (Mantrailing) als auch das Aufspüren von Menschen unter Wasser (Wasserortung). In diesem Fall können die Hunde Menschen wahrnehmen, die in einer Tiefe von bis zu 50 Metern liegen und somit Rettungstauchern die Stelle anzeigen, an der sie mit ihrem Tauchgang beginnen sollen.
Ein weiteres Aufgabengebiet der Rettungshunde ist das Absuchen schlecht zugänglicher Uferregionen. Auch die Gebäude- und Trümmersuche kommt bei den DLRG-Rettungshunden speziell bei Hochwasser- und Evakuierungseinsätzen zum Einsatz. Die Hunde werden dabei speziell ausgebildet im Bereich von Wasser zu arbeiten und mit verschiedenen Bootstypen zu fahren. Gut ausgebildete Rettungshunde können auch Rettungsschwimmer bei ihren Einsätzen unterstützen, indem sie mit einem speziellen Geschirr den Rettungsschwimmer zum Ertrinkenden ziehen, oder dieser sich selbstständig an den Hund hängt und von diesem an Land gezogen wird. Zusätzlich zu den Hunden werden die Hundeführer speziell in Karten- und Kompasskunde, Funk, Sanitätswesen, Erste Hilfe am Hund und Kynologie ausgebildet.

### Aufklärungsarbeit
Ein weiterer großer Einsatzbereich der DLRG ist die Aufklärung der Bevölkerung vor Gefahren im und am Wasser. In diesem Bereich ist die DLRG-Jugend zu großen Teilen aktiv. So führt die DLRG-Jugend Strandfeste und Kindergartentage durch, um schon die Jüngsten auf die Gefahren im und am Wasser aufmerksam zu machen und ihnen das richtige Verhalten beizubringen. Der DLRG-Hauptverband sorgt für eine Verbreitung der Baderegeln und Eisregeln, klärt über die Kennzeichnung von Badestellen auf, verbreitet Sicherheitstipps für Erzieher, Eltern sowie Aufsichtspersonen und veröffentlicht Verhaltensregeln für den Aktivitäten im Hochwasser, für Surfer und für Wattwanderer.

## Struktur und Finanzierung

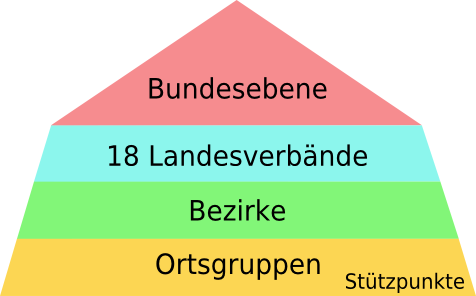
Struktur der DLRG

Dem Bundesverband der DLRG als oberster Strukturebene gehören 18 Landesverbände an. Die Landesverbände bestehen aus Bezirksgliederungen, die in der Regel wiederum mehrere Orts- oder Kreisgliederungen umfassen. Diese können noch angegliederte Stützpunkte haben. Die Bezirksebene fällt in einigen Landesverbänden weg. Die eigentliche Vereinsarbeit mit Schwimm-, Rettungsschwimm- und Erste-Hilfe-Ausbildung sowie die Durchführung des Wasserrettungsdienstes finden in den unteren Gliederungsebenen statt. Die Bundesgeschäftsstelle befindet sich im niedersächsischen Bad Nenndorf.
Im Jahr 2015 hatte die DLRG 549.502 Mitglieder. Davon waren 26.179 (4,77 Prozent) Kinder bis 6 Jahre, 190.316 (34,63 Prozent) Kinder von 7 Jahre bis 14 Jahre, 60.086 (10,93 Prozent) waren Jugendliche im Alter von 15 bis 18 Jahre, 59.605 (10,85 Prozent) waren junge Erwachsene im Alter von 19 bis 26 Jahre, 62.619 (11,40 Prozent) waren Erwachsene im Alter von 27 bis 40 Jahre, 105.996 (19,29 Prozent) waren Erwachsene im Alter von 41 bis 60 Jahre, 43.638 (7,94 Prozent) Erwachsene über 60 Jahre und 1.063 (0,19 Prozent) waren Firmen, Behörden und Vereine.

### Bundesebene

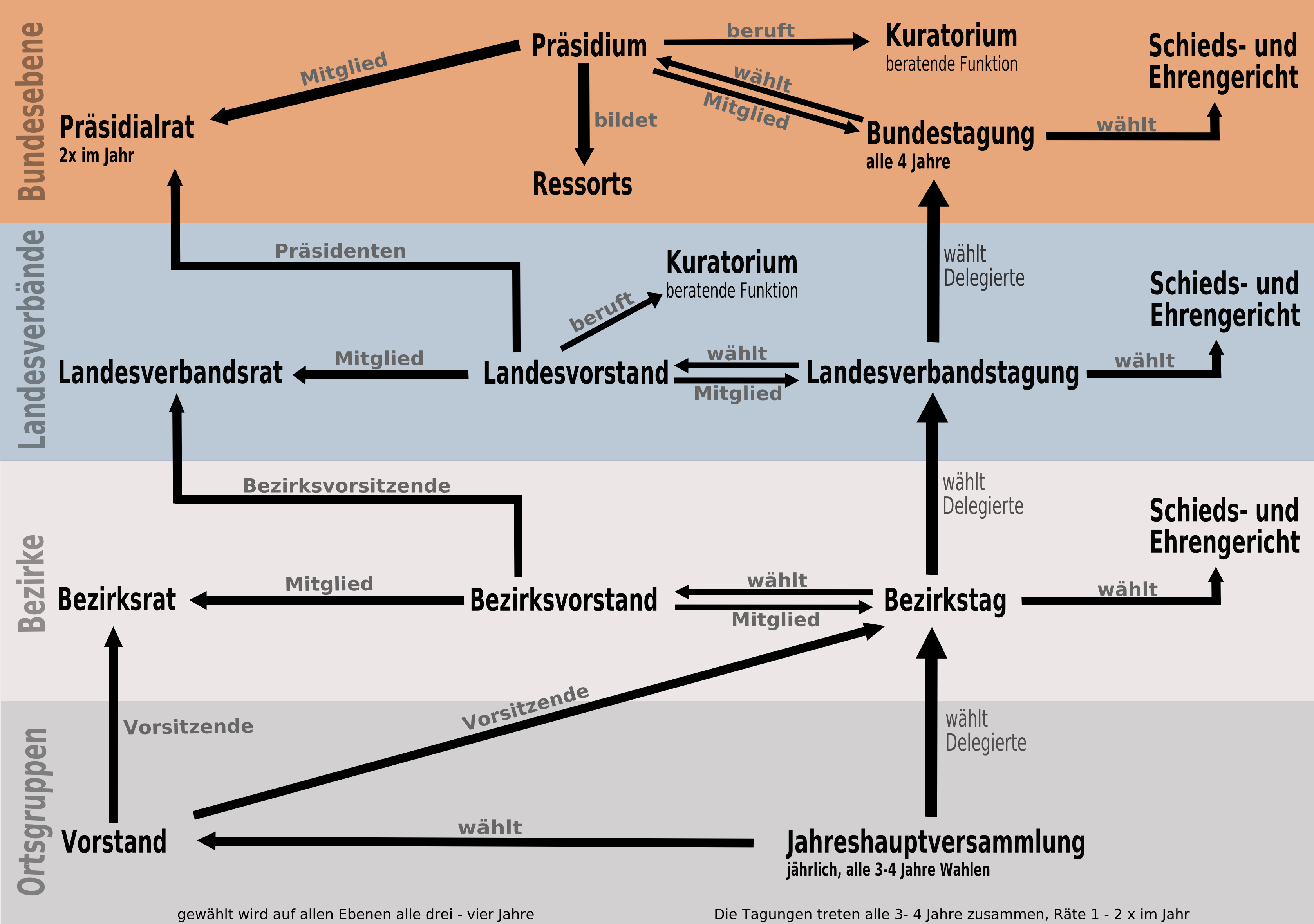
Aufbau der DLRG

Die Satzung der DLRG schreibt vor, dass auf Bundesebene folgende Organe bestehen.
Bundestagung
Die Bundestagung kommt alle vier Jahre zusammen. Auf ihr werden grundsätzliche Fragen über die Ausrichtung der DLRG entschieden. Sie besteht aus den Mitgliedern des Präsidiums und den gewählten Vertretern der Landesverbände. Die Beschlüsse sind für alle anderen Ebenen bindend.
Präsidialrat

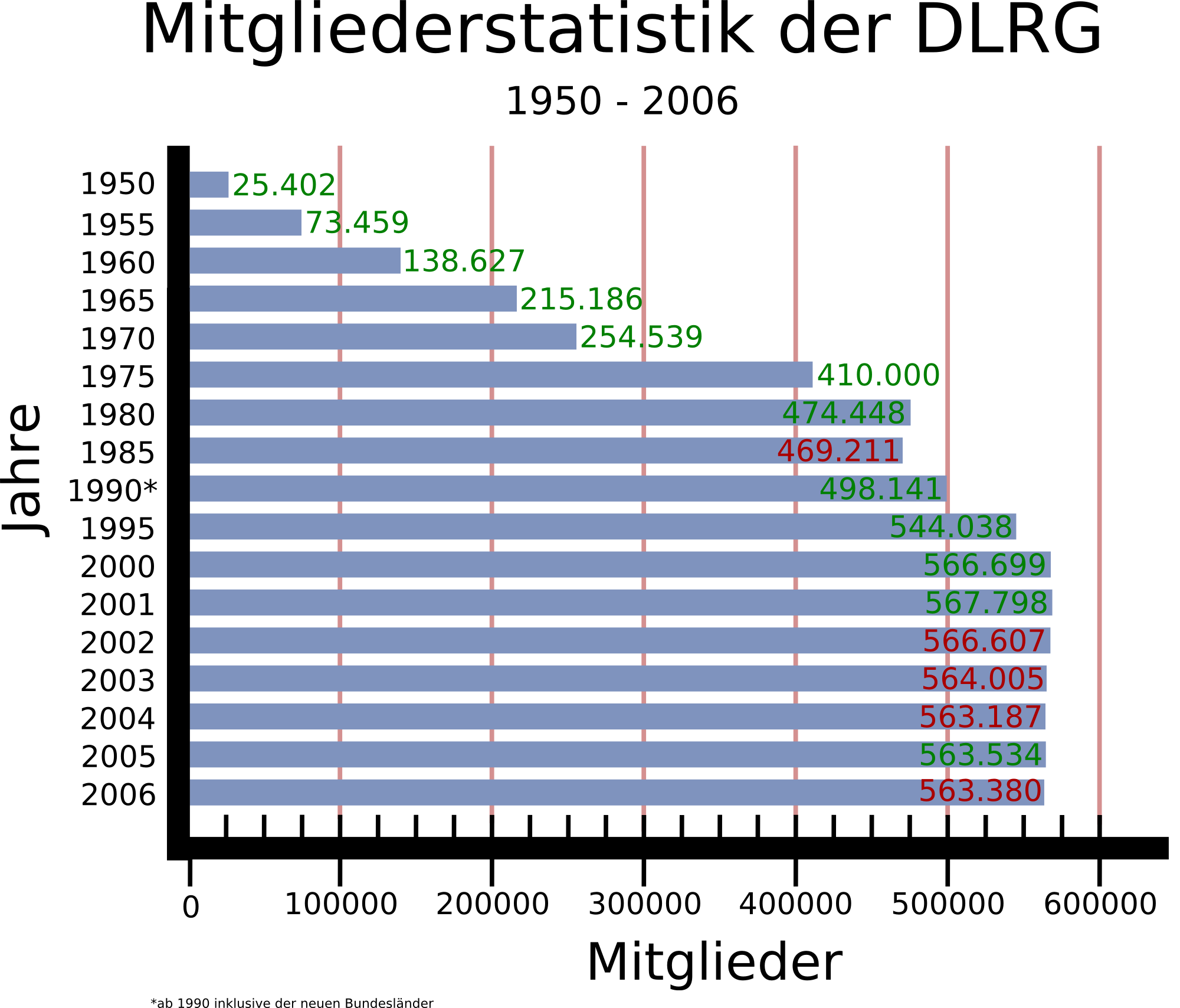
Mitgliederstatistik der DLRG

Der Präsidialrat kommt zweimal im Jahr zusammen und wird aus den Präsidenten der Landesverbände und den Mitgliedern des Präsidiums gebildet. Zwischen den Tagungen der Bundestagung ist er das höchste Beschlussorgan der DLRG und entscheidet über alle Fragen, die nicht von der Bundestagung entschieden werden müssen.
Präsidium
Das Präsidium wird von der Bundestagung gewählt und ist das Führungsorgan der DLRG. Es sorgt dafür, dass die Beschlüsse der Bundestagung und des Präsidialrates durchgeführt werden. Die Mitglieder bilden Ressorts (Fachbereiche) wie beispielsweise für Einsatz, Ausbildung oder Verbandskommunikation.
Ressorttagungen
Es gibt verschiedene Ressorttagungen, die von jeweils einem Mitglied des Präsidiums geleitet werden. Um die Interessen der Landesverbände zu wahren, entsenden die Landesverbände einen Ressortverantwortlichen. Die Ressorttagungen bereiten unter anderem Beschlüsse und Beschlussempfehlungen für die Organe der Bundesebene vor.
Schiedsgericht
Das Schiedsgericht hat die Aufgabe auf kostenpflichtigen Antrag von Mitgliedern das Ansehen der DLRG zu wahren, indem es Verstöße von Mitgliedern, die dem Ansehen schaden könnten, ahndet und Streitigkeiten unter Mitgliedern versucht beizulegen. Hierbei sind Ehrenamtliche Richter und Rechtsgelehrte in ehrenamtlicher Weise tätig.
Kuratorium
Das Kuratorium hat beratende Funktion und besteht aus bedeutenden Personen des öffentlichen Lebens.

### Landesverbände

Landesverbände mit Sitz ihrer Geschäftsstelle

Insgesamt gibt es 18 Landesverbände mit eigener Rechtsfähigkeit und Satzung:
- Baden
- Bayern
- Berlin
- Brandenburg
- Bremen
- Hamburg
- Hessen
- Mecklenburg-Vorpommern
- Niedersachsen
- Nordrhein
- Rheinland-Pfalz
- Saar
- Sachsen
- Sachsen-Anhalt
- Schleswig-Holstein
- Thüringen
- Westfalen
- Württemberg

Die Organe der Landesebene gleichen jenen der Bundesebene. Ihre Bezeichnungen lauten entsprechend Landesverbandstagung, Landesverbandsrat etc.

### Bezirke
Die Bezirksebene ist in den einzelnen Landesverbänden zum Teil unterschiedlich ausgebildet. So übernimmt sie in einigen Fällen, wie zum Beispiel im Landesverband Württemberg, Funktionen der Ortsgruppen. Größere Städte besitzen so genannte Stadtbezirke, die selbst mitgliederführend sind und eine Mischung aus Ortsgruppe und Bezirk bilden. Darüber hinaus gibt es Bezirke, die nur eine verwaltungstechnische Zwischeninstanz zwischen Ortsgruppen und Landesverbänden sind. Im Landesverband Schleswig-Holstein gibt es die Bezirksebene nicht. Die Gliederungen stehen hier direkt unter der Landesverbandsebene, ein Kreisbeauftragter koordiniert die Zusammenarbeit im Gebiet des jeweiligen Landkreises.
Früher war die Hauptaufgabe der Bezirke die Durchführung von übergeordneten Ausbildungen wie beispielsweise von Ausbildern, Wachleitern oder Bootsführern. Dieses System war jedoch zum Teil ineffizient und wurde durch die Struktur der sogenannten Ausbildungsregionen ersetzt. Diese bestehen jeweils aus mehreren Bezirken und stimmen sich innerhalb des Landesverbandes hinsichtlich ihres Ausbildungsangebotes ab. Die Bezirke sind, unabhängig vom Bestehen von untergeordneten Ortsgruppen, ähnlich aufgebaut wie der Bundesverband und die Landesverbände. Sie haben eine eigene Satzung und vergleichbare Gremien wie die Bezirkstagung, den Bezirksrat und den Bezirksvorstand.

### Ortsgruppen und Ortsverbände

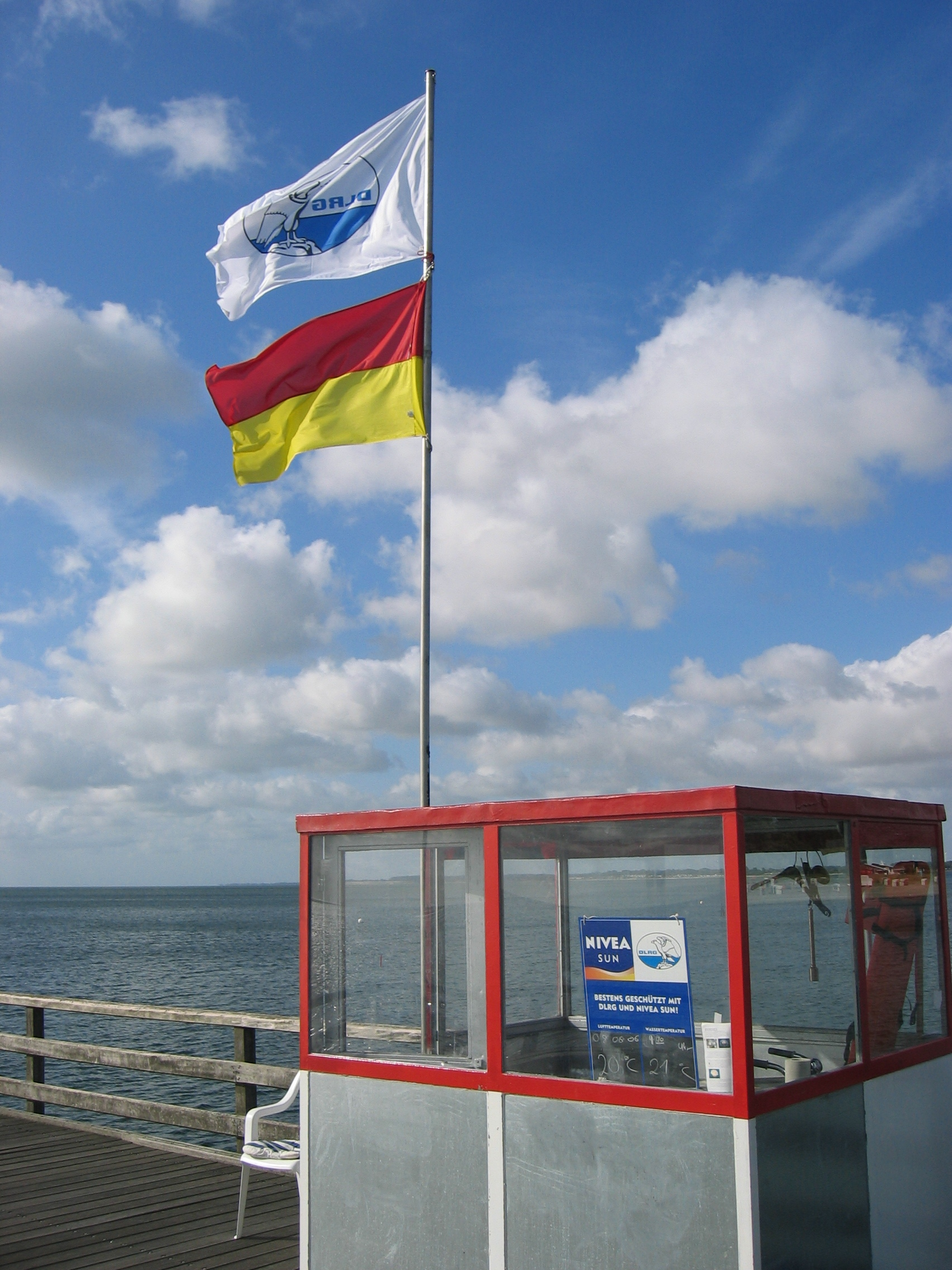
Zeichen für einen durch die DLRG bewachten Strand

Die Ortsgruppen (in Bayern Ortsverband oder Kreisverband) als örtliche Gliederung kümmern sich um die operative Arbeit. Zurzeit gibt es in ganz Deutschland etwa 2.200 DLRG-Ortsgruppen. Sie übernehmen die Schwimm- und Rettungsschwimmausbildung, bieten für die Bevölkerung Erste-Hilfe-Kurse an, trainieren und bilden ihre Einsatzmannschaft aus und stellen das für Einsätze benötigte Material zur Verfügung. Des Weiteren organisieren sie den Wasserrettungsdienst, machen auf örtlicher Ebene Werbung und sind letztendlich für die Aufnahme und Betreuung ihrer Mitglieder zuständig. All dies ist bundesweit einheitlich geregelt mit einigen Ausnahmen, zum Beispiel des selbst mitgliederführenden Bezirks Bonn, in dem es keine Ortsgruppen mit eigenem Vorstand, sondern Ausbildungszentren (AZ) gibt, deren AZ-Leiter dem Bezirksvorstand untergeordnet sind. Die Schwerpunkte der einzelnen Ortsgruppen sind sehr unterschiedlich gelegt. So gibt es Ortsgruppen, die sich nur auf die Schwimmausbildung und den Rettungssport konzentrieren. Andere Ortsgruppen sind fast nur im Katastrophenschutz und Wasserrettungsdienst tätig. Auch auf der untersten Ebene gibt es dieselben Organe wie in den höheren Ebenen, jedoch findet die Ortsgruppentagung (Jahreshauptversammlung) einmal im Jahr statt. Der Vorstand trifft sich mehrmals im Jahr. Bei den Wahlen sind alle Mitglieder über 16 Jahren stimmberechtigt.
Ortsgruppen können auch angegliederte Stützpunkte haben. Stützpunkte sind kleinere organisatorische Standorte, die aufgrund einer geringen Mitgliederanzahl nicht alle Ämter besetzen können und so keine durch Vollmacht selbstständig handlungsfähigen Organe und dadurch keine rechtliche Selbstständigkeit haben. Stadtverbände können beispielsweise durch Fusionierung von Ortsgruppen und Stützpunkten entstehen.

### Bundesgeschäftsstelle

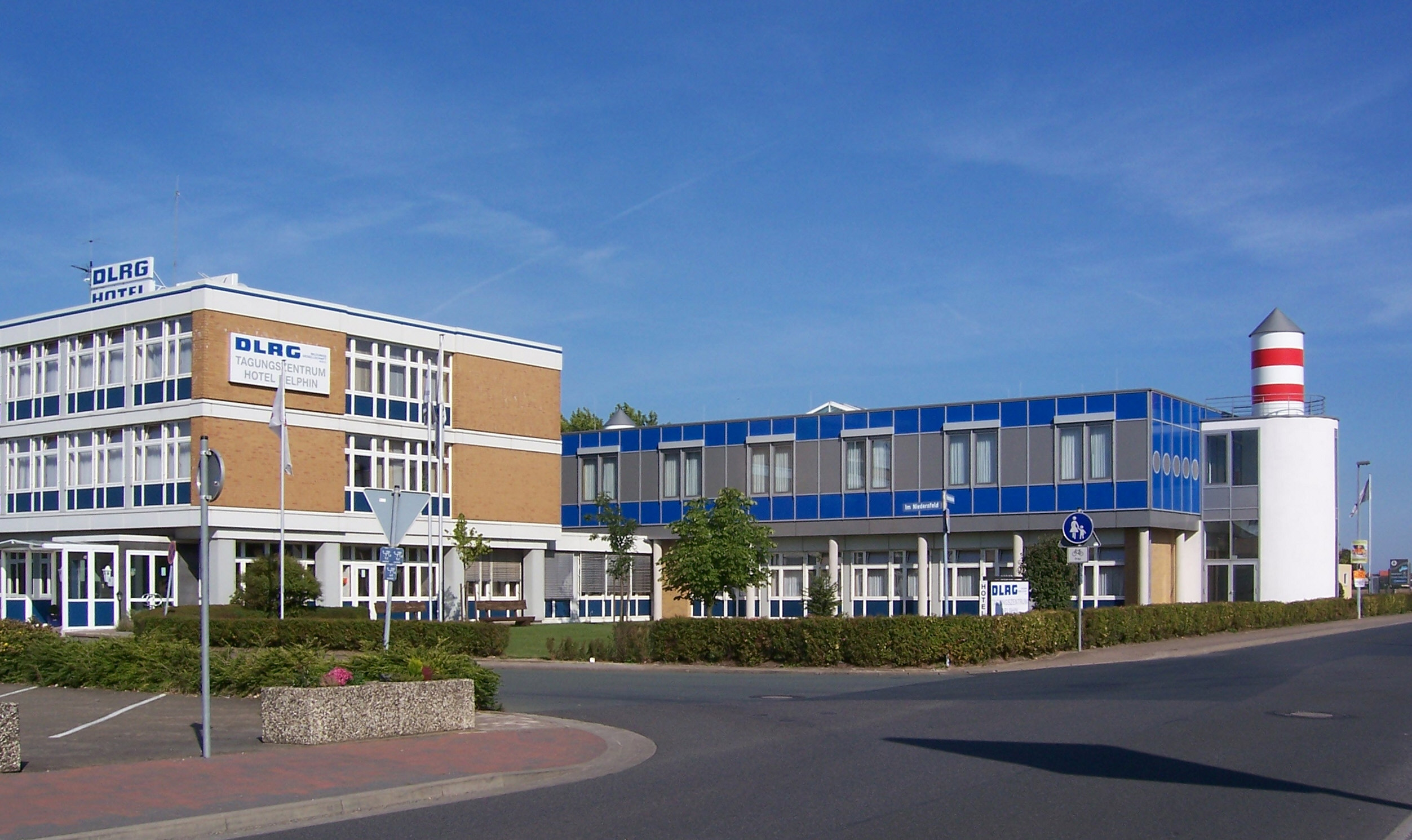
DLRG-Bundesgeschäftsstelle (rechts) und Tagungshotel Delphin (links) in Bad Nenndorf

Neben der Bundesgeschäftsstelle besitzt die DLRG im niedersächsischen Bad Nenndorf das Vier-Sterne-Tagungszentrum Hotel Delphin. Dort hat auch die DLRG Service Gesellschaft mbH (DSG) ihren Hauptsitz, die DLRG-Materialstelle (Rettungs- und Ausbildungsmittel) und Freizeitmode (nach eigenen Angaben mit über 5500 Artikeln) an Dritte und Interessenten verkauft und sich darüber hinaus um alle Aktivitäten kümmert, welche die DLRG gemeinsam mit Sponsoren durchführt. Die DSG ist auch für den Betrieb des Tagungshotels Delphin verantwortlich. Analog zur DSG gibt es auch in Bad Nenndorf die DLRG-Materialstelle, bei der alle Mitglieder, Interessenten, Privatpersonen und Gliederungen Material und Kleidung bestellen können, das sie für die Arbeit in den Ortsgruppen und Vereinen, Ausbildungen und bei Einsätzen benötigen.

### Finanzierung
Der DLRG-Bundesverband finanziert sich zu rund 13 Prozent aus den Anteilen an den Mitgliedsbeiträgen und zu rund 6 Prozent durch Erträge aus wirtschaftlichen Betätigungen. Dazu zählt beispielsweise der Verkauf von Einsatz- und Ausbildungsmaterial an Gliederungen, Mitglieder, Interessenten und Privatpersonen über die eigens eingerichtete Materialstelle in Bad Nenndorf. Ein weiterer Teil der Finanzierung besteht in der Schwimm- und Einsatzausbildung. Der Anteil der Spenden an den Einnahmen beträgt 65 Prozent. 4 Prozent machen Zuschüsse aus Stiftungen und öffentlichen Kassen und sonstige Erträge aus. Die Gesamteinnahmen 2015 betrugen zirka 17,5 Millionen Euro. Mit diesen Einnahmen finanziert die DLRG Tagungen, Aus- und Fortbildungen (rund 10 Prozent). Die Einsatzkräfte und Ausbilder sind ehrenamtlich tätig und erhalten je nach Region lediglich eine Aufwandsentschädigung.

## DLRG-Jugend

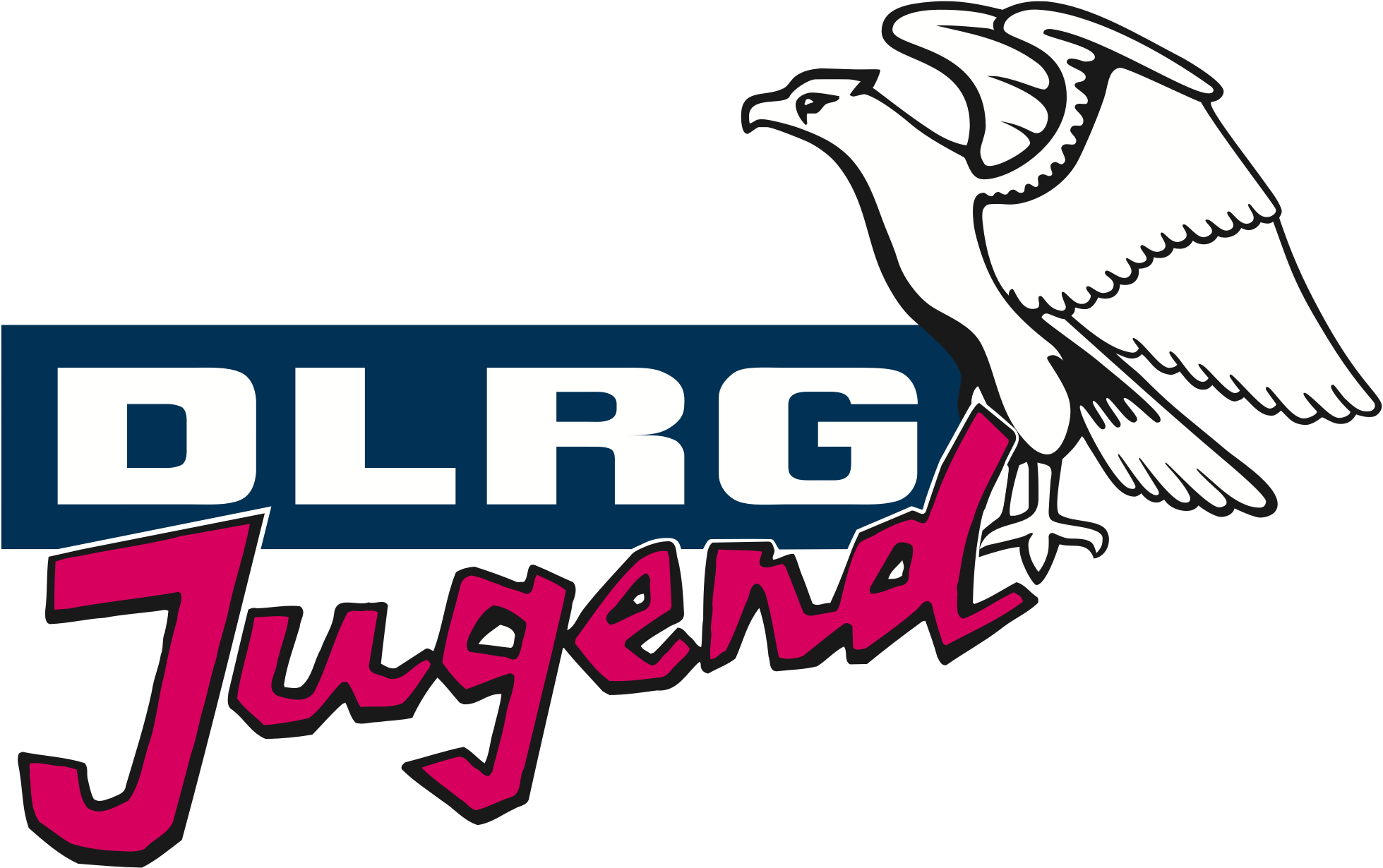
Logo der DLRG-Jugend

Die Jugend der Deutschen Lebens-Rettungs-Gesellschaft, häufig DLRG-Jugend genannt, ist seit dem 3. Juni 1962 eine eigenständige Organisation und vereint alle DLRG-Jugendgruppen. Sie versteht sich als Kinder- und Jugendverband und ist vorwiegend in diesem Bereich tätig. Mitglieder der DLRG-Jugend sind satzungsgemäß alle Mitglieder der DLRG bis zu einem Alter von 26 Jahren und ihre gewählten Vertreter.
Die DLRG-Jugend ist ein selbstständiger, öffentlich anerkannter Verein. Sie unterstützt unter anderem den Hauptverband im Kampf gegen den Ertrinkungstod und betreibt handlungsorientierte und kreative Jugendbildungsarbeit. Ziele sind unter anderem, die Interessen von Kindern und Jugendlichen zu vertreten und einen Beitrag zur Entwicklung junger Menschen zu leisten. Auf spielerische Art und Weise versucht sie, ihre Mitglieder an die Aufgaben, Ausbildungen und die Technik der DLRG heranzuführen. Die DLRG-Jugend veranstaltet zum Beispiel auch Wettkämpfe, Bezirks- sowie Landesjugendtreffen, und bietet Seminare wie beispielsweise die Ausbildung zum Erwerb der Jugendleitercard an.

## Mitgliedschaften
Die DLRG ist Mitglied der International Maritime Rescue Federation (IMRF), der International Life Saving Federation (ILS) und der ILS-Europe (ILS-E), des Bundesverbandes zur Förderung der Schwimmausbildung (BFS), der Bundesarbeitsgemeinschaft Erste Hilfe (BAGEH), des Deutschen Paritätischen Wohlfahrtsverbandes, im Deutschen Spendenrates (Gründungsmitglied), der Bundesarbeitsgemeinschaft Mehr Sicherheit für Kinder, der Deutschen Gesellschaft für das Badewesen sowie der europäischen Bewegung und der International Association for Sports and Leisure Facilities (IAKS).
Sie ist darüber hinaus Spitzenverband im Deutschen Olympischen Sportbund (DOSB) für die Sportart Rettungsschwimmen beziehungsweise den Rettungssport und an diversen Gremien und Verbänden im Bereich des Zivil- und Katastrophenschutzes in beratender Funktion beteiligt. Die DLRG ist Mitglied im Netzwerk Europäische Bewegung.

## Wettkämpfe

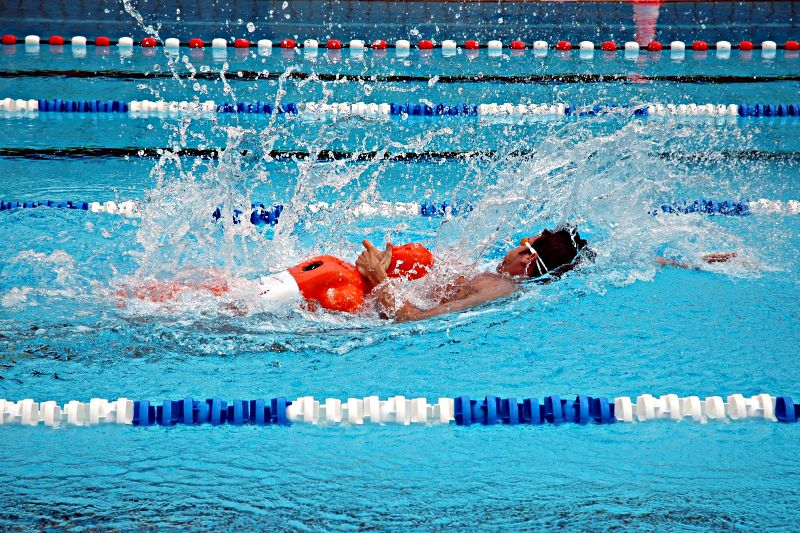
Die Disziplin Puppe schleppen

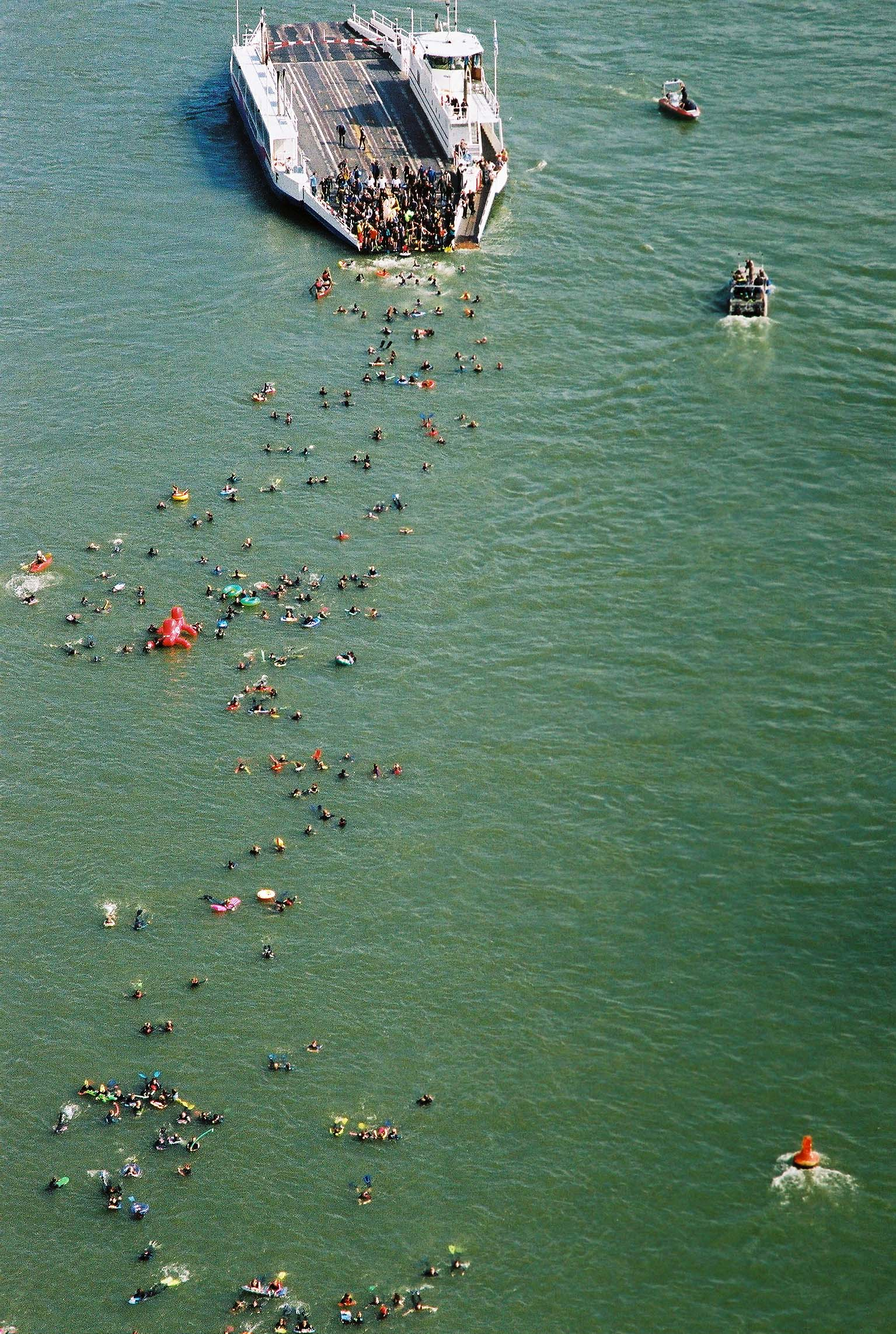
DLRG-Schwimmen, Linz – Honnef

### Schwimmwettkämpfe
Auf allen Ebenen der DLRG finden regelmäßig Wettkämpfe statt. Innerhalb der Bezirke veranstalten viele Ortsgruppen regelmäßig Freundschaftswettkämpfe, um sich ohne Zwang mit anderen Ortsgruppen zu messen. Viele Ortsgruppen führen Ortsgruppenmeisterschaften durch. In den Bezirken finden einmal im Jahr Bezirksmeisterschaften statt. Auf diesen können sich aus allen Ortsgruppen des jeweiligen Bezirkes Mannschaften und Einzelstarter für die jeweiligen Landesmeisterschaften qualifizieren, die von den Landesverbänden ausgerichtet werden. Dort qualifizieren sich die besten Mannschaften und Schwimmer für die deutschen Meisterschaften im Rettungsschwimmen. Bei den deutschen Meisterschaften, welche die DLRG-Jugend im Auftrag des DLRG-Hauptverbandes ausrichtet, wird der jeweils beste Rettungsschwimmer in den verschiedenen Altersklassen ermittelt.
Das Wettkampfsystem der DLRG ist in Altersklassen und nach Geschlechtern unterteilt. Es gibt die Altersklassen AK 12, AK 13/14, AK 15/16, AK 17/18 und die AK Offen. Wettbewerbe werden im Einzel- und Mannschaftsmodus ausgetragen. Eine Mannschaft besteht aus maximal fünf Schwimmern, von denen jeweils vier pro Disziplin antreten. Disziplinen bei den Einzelstarten sind zum Beispiel Hindernisschwimmen, Abschleppen, Flossenschwimmen und Retten. Mannschaftsdisziplinen sind beispielsweise die Hindernisstaffel, Rettungsstaffel oder die Gurtretterstaffel. Neben den schwimmerischen Fähigkeiten wurden bis zum Jahr 2015 Kenntnisse in Herz-Lungen-Wiederbelebung verlangt. Die Strecken bei den Einzelstartern sind 50 bis 200 Meter lang. Die Staffeln schwimmen 4 × 25 Meter bis 4 × 50 Meter. Für ältere Rettungsschwimmer existieren die deutschen Seniorenmeisterschaften im Rettungsschwimmen.
Des Weiteren richtet die DLRG eine Vielzahl von nationalen und internationalen Wettbewerben aus oder nimmt daran teil. Die besten Junioren der DLRG fahren regelmäßig zu den Junioren-Europameisterschaften im Rettungsschwimmen. Die Nationalmannschaft ist alle zwei Jahre Teilnehmer der Weltmeisterschaften im Rettungsschwimmen. Bei den Weltmeisterschaften müssen die Retter sich nicht nur in der Halle bewähren, sondern auch Disziplinen im Freigewässer absolvieren. 2008 richtete die DLRG die Weltmeisterschaften in Berlin und Warnemünde aus. Jedes Jahr veranstaltet sie außerdem den „DLRG Cup“ in Warnemünde. Bei diesem Wettkampf werden ausschließlich Freigewässerdisziplinen geschwommen, so zum Beispiel Brandungsschwimmen oder Rettungsbrett-Rennen. Auf nationaler Ebene wird die „DLRG Trophy“ veranstaltet, bei der sich Ortsgruppen in Freigewässerdisziplinen messen können. Als zweiten internationalen Wettkampf gibt es den Deutschlandpokal, der alljährlich für Mannschaften aus aller Welt in Warendorf ausgerichtet wird. Hier werden nur Disziplinen in der Schwimmhalle geschwommen. Für ihre jüngeren und älteren Mitglieder veranstaltet die DLRG jährlich den „Junioren Rettungspokal“ und die „deutschen Seniorenmeisterschaften“ und nimmt an den Militärmeisterschaften (CISM) teil.

### Rettungsbootvergleichswettkämpfe (RBVK)
Diese spezielle Art des Wettkampfes ist an die Aufgaben der DLRG im Bootswesen angelehnt. Dabei treten IRB (Inflatable Rescue Boats)-Teams in verschiedenen Disziplinen an und müssen beispielsweise Teammitglieder mit dem Rettungsboot retten. In einigen Regionen finden diese Wettkämpfe auf Bezirks- und Landesverbandsebene statt.

## Andere Organisationen
In Deutschland sind neben der DLRG noch die Wasserwacht des Deutschen Roten Kreuzes (DRK) und die Deutsche Gesellschaft zur Rettung Schiffbrüchiger (DGzRS) sowie die Feuerwehren, der Arbeiter-Samariter-Bund (ASB) und das Technische Hilfswerk (THW) in der Wasserrettung aktiv.
In der Schweiz existiert die Schweizerische Lebensrettungs-Gesellschaft (SLRG) und in Österreich u. a. die Österreichische Wasserrettung (ÖWR) sowie die Wasserrettung des Arbeiter-Samariter-Bund Österreichs. Alle diese Organisationen verfolgen dieselben Ziele und arbeiten wie die DLRG ehrenamtlich und gemeinnützig.
In Australien, den USA und zum Beispiel Griechenland hingegen gibt es eine solche Struktur nicht. Hier sind die meisten Rettungsschwimmer hauptamtlich tätig und werden für ihre Arbeit bezahlt. Es gibt aber auch dort Rettungsschwimmer, die freiwillig für die Wassersicherheit sorgen. Analog dazu gibt es auch in Deutschland privat organisierte Rettungsschwimmer (beispielsweise auf Sylt), die für ihre Arbeit bezahlt werden.